# Spitzbergen (Inselgruppe)
Spitzbergen ist eine zu Norwegen gehörende Inselgruppe im Nordatlantik und Arktischen Ozean. Im norwegischen Sprachgebrauch heißt die Inselgruppe seit dem Spitzbergenvertrag von 1920 Svalbard (deutsch „Kühle Küste“). Im deutschen Sprachgebrauch ist dieser Name nicht verbreitet und die Inselgruppe wird gemeinhin Spitzbergen genannt, was zugleich der Name der Hauptinsel des Archipels ist.
Spitzbergen wurde ab etwa 1900 in erster Linie wegen der Ausbeutung seiner reichen Kohlevorkommen besiedelt. In neuerer Zeit gilt Spitzbergen als „größtes Labor der Welt“ für Arktisforschung, zu dem auch ein Startplatz für Forschungsraketen gehört (Svalbard Rakettskyttefelt). Die Inselgruppe ist gemäß dem Spitzbergenvertrag eine demilitarisierte Zone.

## Geologie
Die Geologie der Inselgruppe Spitzbergen (Svalbard) hat eine ungewöhnlich abwechslungsreiche und komplizierte geologische Geschichte, die mit Laurentia und insbesondere mit Ost-Grönland im Zusammenhang steht. Sie waren mit Ost-Spitzbergen Bestandteile des Superkontinents Rodinia vor 900 Millionen Jahren. Nach dessen Zerfall vollzogen diese separierten Fragmente gemeinsam eine Kontinentaldrift, die im Präkambrium vor 550 Millionen Jahren in hohen südlichen Breiten nahe am Südpol begann und zur heutigen Position in hohe nördliche Breite führte.
Die geodynamische Entwicklung Spitzbergens kann in mehrere Phasen unterteilt werden: Zwischen dem späten Paläoproterozoikum und dem unteren Paläozoikum entstand das Grundgebirge mit bis zu 1750 Millionen Jahre altem Gestein und der Kaledonischen Orogenese vor 450 Millionen Jahren. Mächtige Sedimente lagerten sich während des Phanerozoikums, beginnend im Devon bis zum Tertiär, ab. In karbonischen bis tertiären Sümpfen entstanden periodisch Kohleflöze. Vor 40 Millionen Jahren hatte sich der Atlantik geöffnet, und Spitzbergen wurde von Grönland getrennt. Ab dem Quartär traten wiederholte Vergletscherungen auf. Sie hatten maßgeblichen Einfluss auf die Geographie und formten die heutige Geomorphologie. Ab dem Ordovizium fossilierten zahlreiche und diverse Fauna- und Flora-Lebewesen in sedimentären Ablagerungen.

## Geografie
Die über 400 Inseln und Schären liegen nördlich des Polarkreises zwischen 74 und 81 Grad nördlicher Breite sowie zwischen 10 und 35 Grad östlicher Länge. Es wurde von einigen weiteren Inseln berichtet, deren Existenz aber bisher nicht an vorgegebener Position nachgewiesen werden konnte. Möglicherweise wurden sie aufgrund mangelnder Orientierungsmittel mit anderen Inseln verwechselt oder von einem Gletscher bedeckt.
Die größten Inseln sind Spitzbergen (norwegisch Spitsbergen), Nordostland (Nordaustlandet), Barentsøya, Edgeøya und Prins Karls Forland, die vergleichsweise nahe beieinander liegen und sich insgesamt über rund 450 km (243 sm) in nord-südlicher und 330 km (178 sm) in west-östlicher Richtung erstrecken.

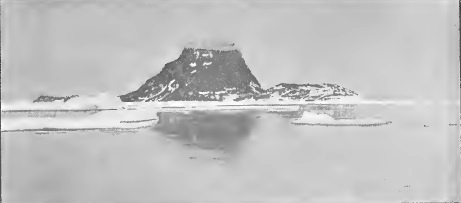
Rossøya (ganz links) liegt nördlich von Vesle Tavleøya und ist damit Spitzbergens nördlichste Insel

Zur Inselgruppe Spitzbergen gehören zudem die 240 km (130 sm) südlicher gelegene Bäreninsel (Bjørnøya) sowie die südöstlich gelegene Insel Hopen und im äußersten Nordosten die sogenannte Weiße Insel Kvitøya. Ebenfalls östlich befindet sich die Inselgruppe König-Karl-Land (Kong Karls Land) mit den drei Hauptinseln Kongsøya, Svenskøya und Abeløya. Nördlich von Nordostland liegt der Archipel der Siebeninseln (Sjuøyane), zu dem mit Rossøya die nördlichste Insel Spitzbergens gehört.
Die Inselgruppe bildet insgesamt den nordöstlichen Abschluss der Grönlandsee, den nördlichen des Europäischen Nordmeers und den nordwestlichen der Barentssee. Im Norden liegt das Nordpolarmeer. Grönland und Norwegen sind jeweils mehr als 600 km (325 sm) und der Nordpol über 1000 km (590 sm) entfernt. Im Osten liegt 190 km (100 sm) von Nordaustlandet bzw. 65 km (35 sm) von Kvitøya entfernt die russische Victoria-Insel. Nach weiteren 170 km (90 sm) beginnt die russische Inselgruppe Franz-Josef-Land, südlich davon liegt die Doppelinsel Nowaja Semlja.
Während die Küsten Spitzbergens im Sommer in der Regel eisfrei sind, kann das Packeis im Winter bis zur Südspitze der Inselgruppe reichen.
Die höchste Erhebung von Spitzbergen ist der Newtontoppen mit einer Höhe von 1713 Metern, dicht gefolgt vom Perriertoppen mit 1712 Metern, dem Ceresfjellet mit 1675 Metern, dem Chadwickryggen mit 1640 Metern und dem Galileotoppen mit 1637 Metern. Alle fünf Berge liegen im Nordosten der Hauptinsel Spitzbergen im Gebiet Ny-Friesland.
Die Küsten der Inseln sind stark zerklüftet und von Fjorden durchsetzt. Das Boot ist ein wichtiges Verkehrsmittel; besonders im Sommer, wenn die sumpfige Tundra nicht auf dem Landweg durchquert werden kann. Mehr als 60 Prozent der Landfläche von Spitzbergen sind von Gletschern bedeckt. Einer von ihnen, der Austfonna, ist der nach Fläche größte Gletscher Europas.

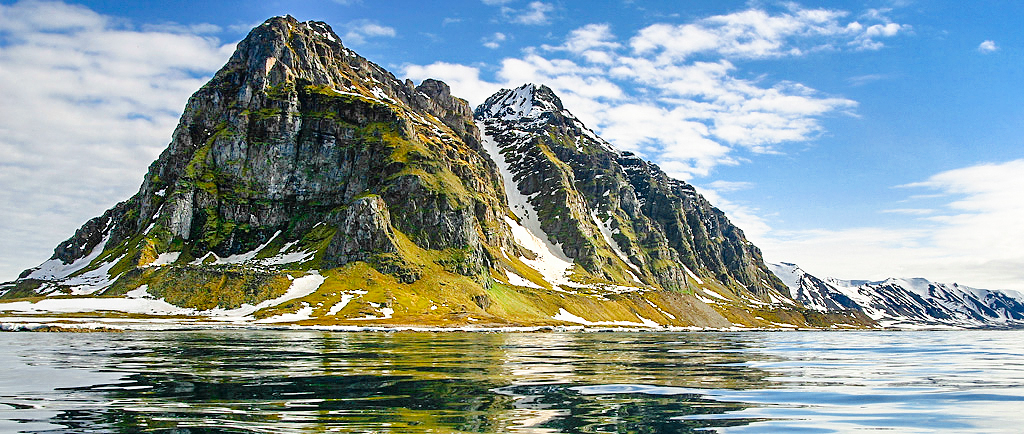
Küste der Insel Prins Karls Forland

Die Inselgruppe ist tektonischen Aktivitäten ausgesetzt, die gelegentlich zu kleineren Erdbeben führen. Am 6. März 2009 ereignete sich das bisher stärkste Beben mit der Stärke 6,5 auf der Richterskala. Dieses Erdbeben war zugleich das stärkste in ganz Norwegen seit Beginn der Aufzeichnungen (ca. 100 Jahre).
Einige der Gesteinsformationen auf der Inselgruppe entstanden vor mehr als 600 Millionen Jahren in Südpolnähe.

### Klima

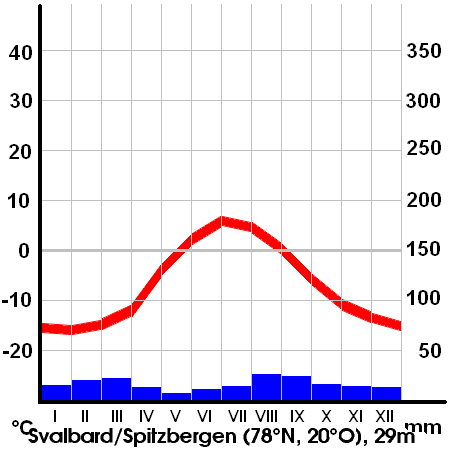
Klimadiagramm von Spitzbergen

Das Klima um Spitzbergen ist arktisch. Es ist das ganze Jahr kühl bei zwar regelmäßigen, aber geringen Niederschlägen. Die Küstenregionen sind im Sommer nur für etwa sechs Wochen schneefrei, die Fjorde frieren im Winter nur zeitweise zu. Bei kühlen Sommern sind die Winter trotz der nördlichen Lage sehr mild, da der Westspitzbergenstrom, ein Ausläufer des Golfstromes, entlang der Westküste relativ warmes Wasser ins Nordpolarmeer transportiert. Er ist der Hauptgrund dafür, dass die Inselgruppe überhaupt bewohnbar ist.
Im Sommer, der Anfang Juni sonnig beginnt und im September mit Nebel, Regen und Schnee endet, liegen die Temperaturen zwischen −2 °C und 17 °C. Im Winter ist es zwischen −25 °C und 5 °C kalt, und es gibt häufig Schneefall und Nebel. Die Jahresdurchschnittstemperatur liegt bei −6,7 °C.
|                        | Jan   | Feb   | Mär   | Apr   | Mai  | Jun | Jul | Aug | Sep | Okt  | Nov   | Dez   |   |      |
| Mittl. Temperatur (°C) | −15,3 | −16,2 | −15,7 | −12,2 | −4,1 | 2,0 | 5,9 | 4,7 | 0,3 | −5,5 | −10,3 | −13,4 | ⌀ | −6,6 |
|                        |       |       |       |       |      |     |     |     |     |      |       |       |   |      |
| Niederschlag (mm)      | 15    | 19    | 23    | 11    | 6    | 10  | 18  | 23  | 20  | 14   | 15    | 16    | Σ | 190  |

|  |

|  |

|  |

|  |

|  |

|  |

|  |

|  |

|  |

|  |

|  |

|  |

|  |

|  |

|  |

|  |

|  |

|  |

|  |

|  |

|  |

|  |

|  |

|  |

Spitzbergen liegt weit nördlich des Polarkreises. In Longyearbyen dauert die Polarnacht vom 26. Oktober bis zum 16. Februar. Von Mitte November bis Ende Januar bleibt die Sonne mehr als sechs Grad unter dem Horizont, es tritt also nicht einmal eine Dämmerung ein. Im Sommer geht die Sonne vom 20. April bis zum 26. August nicht unter. Die jährlichen Sonnenstunden betragen 1150 Stunden, wobei die meisten auf die Zeit zwischen Mai und Juli fallen.

#### Auswirkungen der globalen Erwärmung
Durch die Klimaerwärmung haben sich auf Spitzbergen spürbare klimatische Veränderungen ergeben. Zwischen 1970 und 2020 ist die Durchschnittstemperatur auf Spitzbergen um 4 Grad Celsius gestiegen, in den Wintermonaten um 7 Grad. Am 25. Juli 2020 wurde mit 21,7 Grad Celsius für das Spitzbergenarchipel eine neue Rekordtemperatur gemessen, welche zugleich die höchste je im europäischen Teil der Arktis gemessene Temperatur darstellt; zudem wurden im Juli 2020 vier Tage in Folge Temperaturen über 20 Grad gemessen. Wie in weiten Teilen der Arktis lässt sich auch auf Spitzbergen die gefürchtete Eis-Albedo-Rückkopplung feststellen: Durch die substanzielle Eisschmelze wandeln sich Eisflächen in offenes Wasser, dessen dunkle Oberfläche mehr Sonnenenergie absorbiert statt sie als zuvor helles Eis zurückzustrahlen; dadurch erwärmen sich diese Gewässer und weiteres Eis in der Umgebung schmilzt immer schneller, wodurch weitere offene Gewässer entstehen usw. Bis zum Ende des Jahrhunderts wird auf Spitzbergen ein Temperaturanstieg zwischen 7 und 10 Grad erwartet.

### Fauna

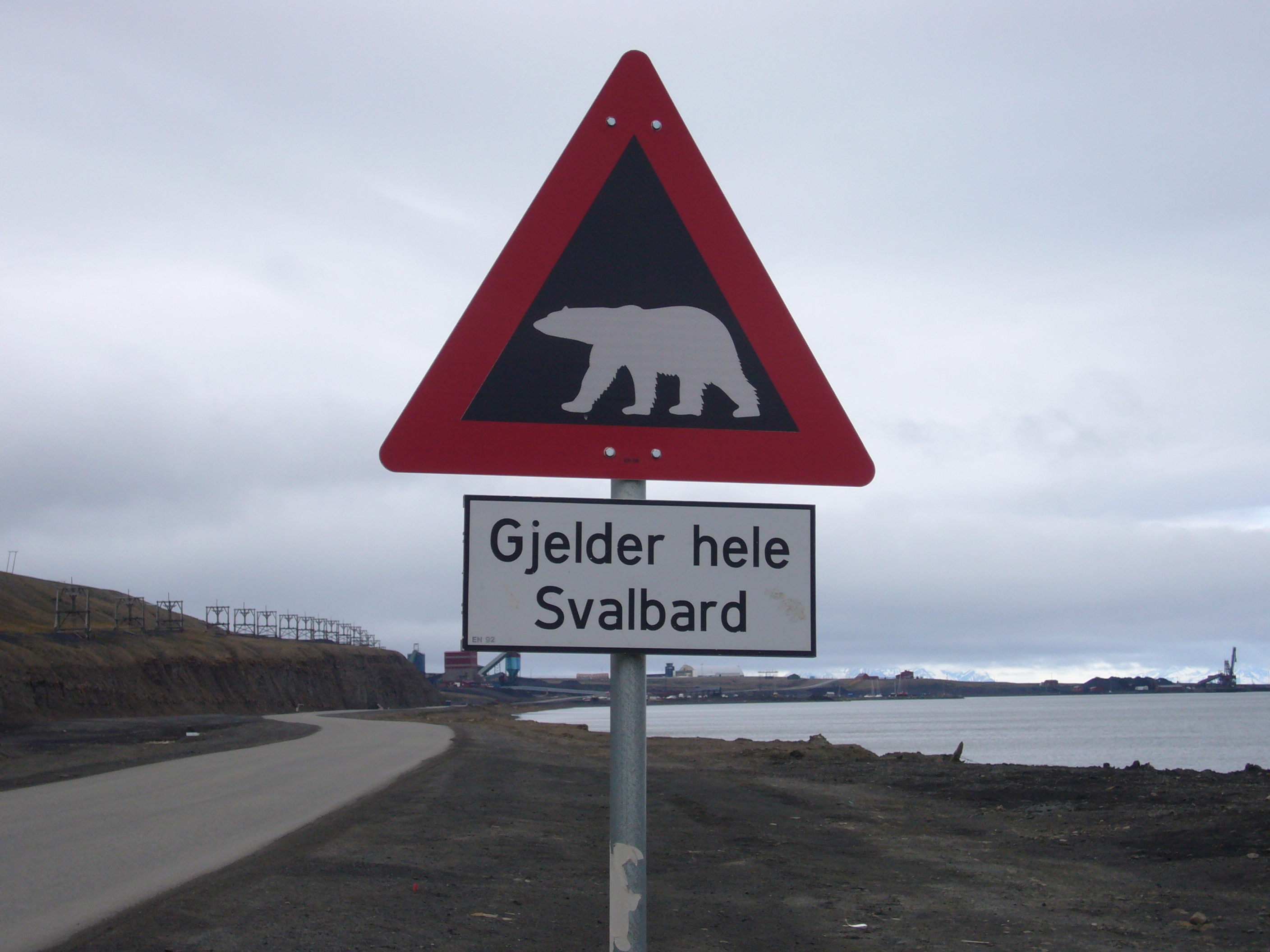
„Gilt für ganz Spitzbergen“ – Eisbären-Warnschild

An größeren Landsäugetieren kommen das Spitzbergen-Ren, der Eisbär und der Polarfuchs vor. Der Eisbär, dessen Population im Gebiet der Inselgruppe auf rund 3500 Tiere geschätzt wird, ist eigentlich ein maritimes Tier, da er sich hauptsächlich auf dem umliegenden Meereis aufhält. Er wandert mit der Packeisgrenze der Küste entlang, da sich dort seine bevorzugte Beute, die Robben, findet. Trotzdem muss auf der ganzen Insel jederzeit und überall mit dem Auftauchen des Beutegreifers gerechnet werden. Das zeigt auch das Auftauchen eines Eisbären im Ortsteil Nybyen im Juni 2010. Zum Schutz von Kreuzfahrttouristen gibt es Eisbärenwächter, die die Kreuzfahrer auf Landausflügen begleiten. Seit 1973 stehen die Eisbären auf Spitzbergen ganzjährig unter Schutz. Es ist verboten, Eisbären anzulocken oder aktiv aufzusuchen.
Die hier lebende Unterart der Rentiere, das Spitzbergen-Ren, ist kleiner als seine Verwandten in anderen Gebieten der Arktis. Es kommt nur auf der Inselgruppe Spitzbergen vor. Der Polarfuchs ist das kleinste der verbreiteten Säugetiere. Wegen des weißen Polarfuchsfells wurde er eine Zeit lang intensiv mit Fallen bejagt.
Im Zuge der Errichtung von Farmen zur Versorgung der sowjetischen Bevölkerung mit Nahrungsmitteln wurde die Osteuropäische Feldmaus aus der Ukraine eingeschleppt und hat sich etabliert. Die Feldmaus wurde um Longyearbyen schon gesichtet, vermutlich ist sie durch Schiffe eingeschleppt worden. Moschusochsen wurden in den Jahren 1925, 1926 und 1929 eingeführt und entwickelten sich anfangs gut, starben jedoch im Jahre 1985 wieder aus. Ähnlich verliefen Versuche, den Schneehasen anzusiedeln. Andere Landsäugetiere sind sehr selten oder fehlen.

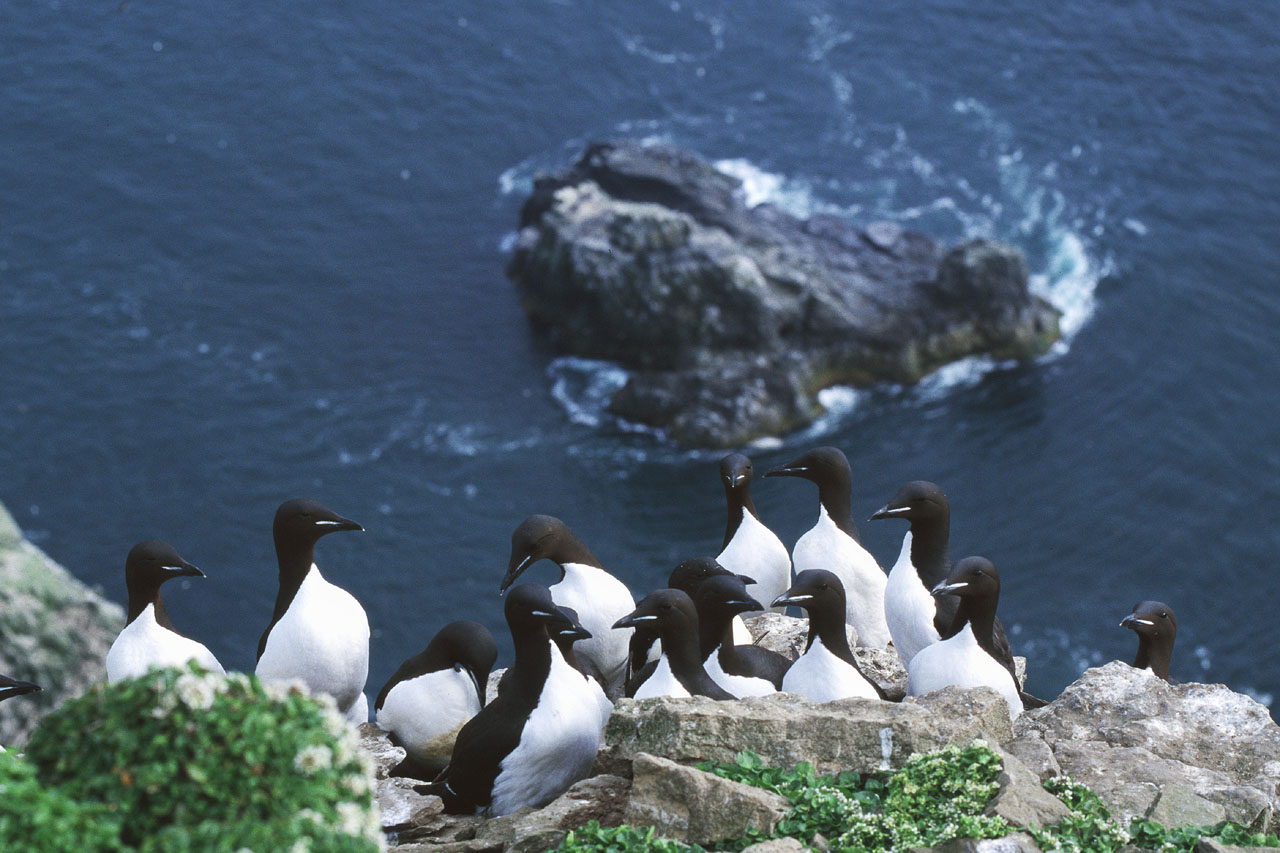
Dickschnabellummen (Uria lomvia) an den Vogelklippen von Stappen auf der Bäreninsel

Die Zahl der Meeressäuger war vor dem Beginn des groß angelegten Walfangs bedeutend höher. Lange Zeit waren große Fangflotten unterwegs, die erst Grönlandwale und Nordkaper und später auch verschiedene Furchenwale bejagten. Narwale gab es schon immer nur wenige in diesem Gebiet, und die Anzahl der Weißwale, die noch im 19. Jahrhundert in den Fjorden der Inselgruppe gefangen wurden, ist heute stark dezimiert. Das Gleiche gilt im verstärkten Maß für Walrosse, die vollständig von den westlichen Küsten vertrieben wurden. Andere Robben, die auf Spitzbergen vorkommen, sind die Sattelrobbe, die Ringelrobbe, die Bartrobbe und vereinzelt auch die Klappmütze.
Die Vogelwelt ist arm an Arten, lediglich 30 brüten auf den Inseln. Am häufigsten sind die Alkenvögel, die in riesigen Kolonien brüten. Dazu gehören die Dickschnabellumme, die Gryllteiste, der Krabbentaucher (ca. 1 Million Brutpaare), der Papageientaucher und die Trottellumme. Außerdem kommen verschiedene Möwenarten vor (Dreizehenmöwe, Eismöwe, Elfenbeinmöwe u. a.), alle vier europäischen Raubmöwen, der Eissturmvogel, verschiedene Limikolen (am häufigsten der Meerstrandläufer), die Küstenseeschwalbe, Thorshühnchen, und der Sterntaucher. An Entenvögeln brüten die Kurzschnabelgans, die Ringelgans, die Weißwangengans, die Eiderente und selten die Prachteiderente auf Spitzbergen. Im Landesinneren kommt das Alpenschneehuhn vor, die einzige Vogelart, die auch den Winter hier verbringt. Als einzige Singvogelart besiedelt die Schneeammer die Inselgruppe.
Folgende Vogelarten, von denen fast alle auch hier brüten, kommen auf dem Archipel vor und entsprechen dem Vorkommen auf Helgoland und Teilen der Nordseeküste:
- Sterntaucher
- Eistaucher
- Eissturmvogel
- Kurzschnabelgans (kommt nicht auf der Bäreninsel vor)
- Weißwangengans (nicht auf der Bäreninsel)
- Eiderente (ebenfalls kein Vorkommen auf der Bäreninsel)
- Prachteiderente (selten, nicht Bäreninsel)
- Eisente (nicht Bäreninsel)
- Alpenschneehuhn (einzige Vogelart, die nicht im Winter fortzieht, nicht Bäreninsel)
- Meerstrandläufer
- Steinwälzer (nicht Bäreninsel)
- Thorshühnchen (nicht Bäreninsel)
- Sandregenpfeifer (nicht Bäreninsel)
- Schmarotzerraubmöwe
- Falkenraubmöwe (nicht Bäreninsel)
- Spatelraubmöwe (nicht Bäreninsel, brütet nicht auf Spitzbergen)
- Heringsmöwe (nur Bäreninsel)
- Eismöwe
- Dreizehenmöwe
- Elfenbeinmöwe (nicht Bäreninsel)
- Schwalbenmöwe (selten, nicht Bäreninsel)
- Rosenmöwe (selten)
- Krabbentaucher (mit 1 Mio. Brutpaaren häufigster Brutvogel)
- Gryllteiste
- Papageitaucher
- Tordalk (nur Bäreninsel)
- Trottellumme (nur Bäreninsel)
- Dickschnabellumme (sehr große Kolonien, manche, wie am Alkefjellet, mit mehr als 100.000 Brutpaaren)
- Küstenseeschwalbe (nicht Bäreninsel)
- Schneeammer (einziger Singvogel, nicht Bäreninsel)

In Süßwasseransammlungen leben unzählige kleine Krebstiere, wobei die Art Lepidurus (Apus) glacialis, die an Kaulquappen erinnert, besonders ins Auge fällt.

### Flora

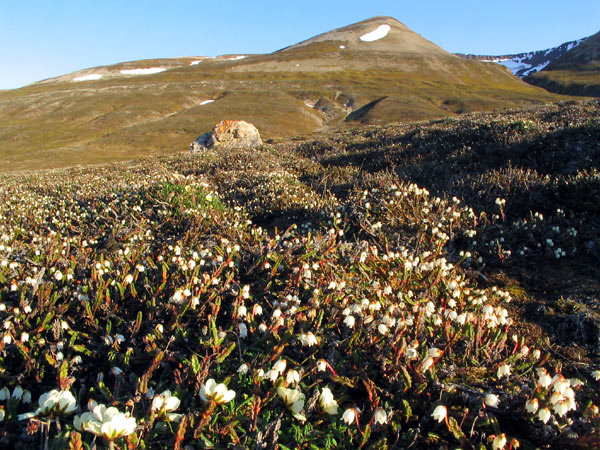
Blühende Tundravegetation auf Spitzbergen: Vierkantige Schuppenheide (Cassiope tetragona)

Die Pflanzenwelt ist typisch für die Tundravegetation. Die meisten der vorkommenden 130 Blütenpflanzen findet man auch im skandinavischen Gebirge und auf Nowaja Semlja. Es gibt Steinbrecharten, Fingerkraut, Weiße Silberwurz und viele Wiesenpflanzen wie Gräser, Löwenzahn und Wollgras. Es gibt mehrere Weidenarten, von denen jedoch nur die Polarweide (Salix polaris) häufig ist. Darüber hinaus ist die seltene Zwergbirke (Betula nana) der einzige „Baum“, der jedoch wie auch sämtliche Weidenarten nur am Boden kriecht und noch nicht einmal als Busch bezeichnet werden kann.
Moose bilden an vielen Stellen zusammenhängende Decken, die in den Senken im Landesinneren bedeutende Ausmaße erreichen. Den reichsten Bewuchs findet man entlang der Fjorde, die oft wolkenfrei sind, so dass das Sonnenlicht lange Zeit den Boden erreicht. Das umliegende Meer ist reich an Algen, die auch im Polarwinter unter der Eisdecke leben. Besonders auffällig sind Braunalgen, die bis zu drei Meter lang werden können. In Süßwassertümpeln leben Kieselalgen und Armleuchteralgen (Charophyceae). Schneealgen leben auf dem Schnee und färben ihn grün oder rot. Diese Färbung tritt vor allem im Sommer in der Nähe von Vogelkolonien auf, da der Kot der Tiere Stickstoff liefert.
An den Küsten wird eine große Menge von Treibholz angespült, das vorwiegend aus Nadelgehölzen besteht, sehr hart ist und von den sibirischen Strömen ins Nordpolarmeer transportiert wurde.

## Besiedlung und Bevölkerung
Der norwegische Hauptort der Inselgruppe ist Longyearbyen auf der Insel Spitzbergen. Dort befindet sich auch die Universität UNIS. Daneben gibt es die russische Siedlung Barentsburg. Ny-Ålesund ist eine norwegisch-internationale Ansiedlung mit Forschungsstationen. Eine polnische Forschungsstation steht am Hornsund.
Norwegen betreibt zudem noch zwei Wetterstationen. Die eine steht auf der Insel Hopen. Weitere Wissenschaftler und Techniker betreuen die meteorologische Station und den Funksender in Herwighamna auf der Bäreninsel.
In Svea arbeiteten Grubenarbeiter, die dort als Pendler von Longyearbyen aus aber keinen festen Wohnsitz hatten. Die Siedlung und Grube sind mittlerweile aufgelassen.
Die russische Kohlegrube in Pyramiden wurde 1998 stillgelegt; die dafür angelegte Siedlung, die in Spitzenzeiten bis zu 1000 Einwohner gezählt hatte, wurde im Jahr 2000 verlassen. Seit 2007 wurde das alte Hotel renoviert und 2013 wieder eröffnet. Jahrzehnte zuvor war bereits die sowjetische Siedlung Grumant aufgegeben worden.
Insgesamt hat Spitzbergen heute etwa 2700 ständige Einwohner; daraus folgt eine Bevölkerungsdichte von etwa 0,04 Einwohnern pro km². Besonders die Bevölkerung in Longyearbyen ist international, was durch den Austausch der Studenten (halbjährlich bis jährlich) mit entsprechend vielen Zu- und Wegzügen begünstigt wird. Neben Norwegern, Schweden, Finnen und Dänen gibt es eine größere Gruppe von Deutschen und anderen Westeuropäern sowie hin und wieder US-Amerikaner, im Hotelservice arbeiten viele Thailänder und Philippiner und in den russischen Siedlungen wohnen vornehmlich Russen, Belarussen und russischsprachige Ukrainer. Insgesamt leben Personen aus über 50 verschiedenen Nationen auf Spitzbergen.
Siedlungen und Verteilung der Einwohner:
- Longyearbyen: ca. 2500 Einwohner
- Barentsburg: 357 permanente Einwohner aus Russland (Stand Mai 2023)
- Ny-Ålesund: 25 permanente Bewohner, dazu im Sommer etwa 100 Gastforscher
- Pyramiden: 10–12 Personen für Hotelbetrieb und Hotelgäste
- Svea: vormals 225 Pendler, keine festen Anwohner - aufgelassen
- Grumant: Verlassene russische Bergarbeitersiedlung mit Verladehafen Colesbukta
- Hornsund: Polnische Forschungsstation mit 10 Personen im Sommer
- Bäreninsel (Bjørnøya): Norwegische Wetterstation mit 9 Personen
- Hopen: Norwegische Wetterstation mit 4 Personen
- Kap Linné: Isfjord Radio und Hotel, 3 Personen und Hotelgäste
- Kap Wijk (Isfjord): Trapperstation, 1 Person
- Akseløya und Kap Schollin (Van Mijenfjord): Trapperstation, 1 Person

## Geschichte

### Entdeckung Spitzbergens

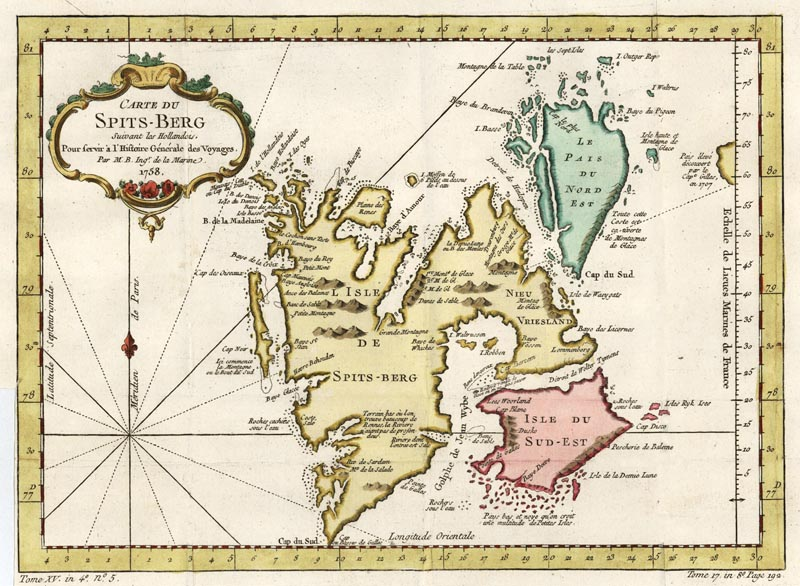
Spitzbergen-Karte von 1758

Schon 1194 wurde in norwegischen Schriften Svalbardi fundinn („die kalte Küste gefunden“) erwähnt. Es wird vermutet, dass damit Spitzbergen gemeint war, es könnte jedoch auch Jan Mayen oder Grönland gewesen sein. Als eigentlicher Entdecker gilt Willem Barents, der die Inselgruppe am 19. Juni 1596 sichtete, während er auf der Suche nach der Nordostpassage war. Die Entdeckung dieser Passage hätte der aufstrebenden Kolonialnation der Niederlande neue Wege nach Osten ermöglicht, die nicht von Spanien oder Portugal kontrolliert wurden. Nach Barents sind der Ort Barentsburg und die Barentssee benannt. Er selbst benannte das Land nach den spitzen Bergen an der Westküste. Spitzbergen ist heute der Name der größten Insel der Inselgruppe, er wird aber im deutschen Sprachgebrauch auch für die ganze Inselgruppe verwendet.
Barents fuhr anschließend weiter nach Osten, wurde aber vom aufkommenden Eis zur Überwinterung auf Nowaja Semlja gezwungen. Das war die früheste überlieferte Überwinterung so weit im Norden. Barents selber starb jedoch im Frühling 1597 dort, bevor seine Mannschaft gerettet wurde.

### Die Walfangperiode
Barents und nach ihm Henry Hudson (1607) fanden enorme Mengen an Walen, besonders von Grönlandwalen, Robben und Walrossen vor. In der Folgezeit wurden daher zahlreiche Fangexpeditionen durchgeführt, die zu einer sehr schnellen Dezimierung der Wal- und Walrossbestände führten. Diese haben sich bis heute nicht nennenswert erholt. Walprodukte, besonders das aus dem Blubber gewonnene Walöl, waren in dieser Zeit in Europa, das gerade dabei war, zur Weltmacht aufzusteigen, äußerst gefragt. Die Ausbeutung der Nordpolarmeere, besonders durch England, Frankreich und die Niederlande, ermöglichten diesen die Verbesserung ihrer Stellung gegenüber Spanien und Portugal, die ihren Reichtum aus den Überseekolonien bezogen. Durch den reichen Jagdertrag aus dem Gebiet um Spitzbergen bekam die Suche nach der Seestraße nach Osten immer geringere Priorität.
Anfänglich gab es oft Streitigkeiten zwischen den Schiffen der verschiedenen Länder. Daraufhin wurde 1619 entschieden, die Häfen zwischen den Nationen aufzuteilen. Britische Fangschiffe waren hauptsächlich zum Ende des 18. Jahrhunderts und am Anfang des 19. Jahrhunderts westlich von Spitzbergen unterwegs. Im Jahre 1788 gab es zum Beispiel 255 britische Fangschiffe. Zwischen 1669 und 1778 reisten 14.167 niederländische Schiffe zur Inselgruppe, die zusammen 57.590 Wale fingen. Der niederländische Hauptort war Smeerenburg.
Konzentrierte sich bis zur Mitte des 17. Jahrhunderts der Walfang auf die Küstengebiete und die Fjorde Spitzbergens, verlegte er sich danach in die offene See hinaus, da die Erträge im ufernahen Gebiet bereits merklich zurückgegangen waren. Die Küste beheimatete noch einige Häfen, an denen sich die Schiffe trafen, und die Gräber für jene, die das Abenteuer im Nordatlantik nicht überlebt hatten. Viele dieser Gräber sind noch heute an den Ufern zu finden, wegen des Permafrostbodens sind die Skelette noch ziemlich gut erhalten. Die Tranbrennöfen hingegen wurden abgerissen oder zerfielen, die noch brauchbaren Gerätschaften wurden abtransportiert.

### Fuchs- und Robbenjagd
Nachdem zur Mitte des 18. Jahrhunderts der Walfang ziemlich abrupt eingestellt werden musste, da die Erträge ausblieben, verlor die Inselgruppe vorübergehend praktisch jede Bedeutung. Bereits zuvor war Spitzbergen als Ausgangspunkt für den Walfang nur noch Nebenschauplatz, da wie erwähnt im offenen Meer gejagt wurde und oft auch die Verarbeitung der Tiere bereits auf See stattfand. Nur einige russische Pomoren verblieben auf Spitzbergen. Diese machten vor allem in der ersten Hälfte des 18. Jahrhunderts unter dem Protektorat des Zaren Peters des Großen Jagd auf Weißwale, Eisbären, Polarfüchse, Walrosse und Robben, mit deren Fellen sie Handel betrieben. Die russischen Felljäger waren die ersten, die systematisch auf Spitzbergen und damit in der langen Polarnacht überwinterten. Erst für 1795/96 gibt es erste Berichte über eine norwegische Überwinterung, die allerdings auch von Russen begleitet wurde. Weitere Überwinterungsaktivitäten norwegischer Jäger gab es offenbar erst 1822 wieder. Bis 1892 wurden insgesamt 21 Überwinterungen gezählt, nur 14 davon jedoch freiwillig. Neben den Fellen von Fuchs, Rentier und Eisbär war das Walross das Hauptziel der Jäger. Nach 1892, bis zur Evakuierung von Spitzbergen im Verlaufe des Zweiten Weltkrieges, nahmen die Überwinterungen deutlich zu, obwohl die Erträge aus den Fellen deutlich geringer waren als jene aus der Robbenjagd. Vermutlich war aber das erwartete Ansehen, das einem durch eine Überwinterung zuteilwurde, hinreichende Kompensation dafür.

### Die Zeit der Naturwissenschaften

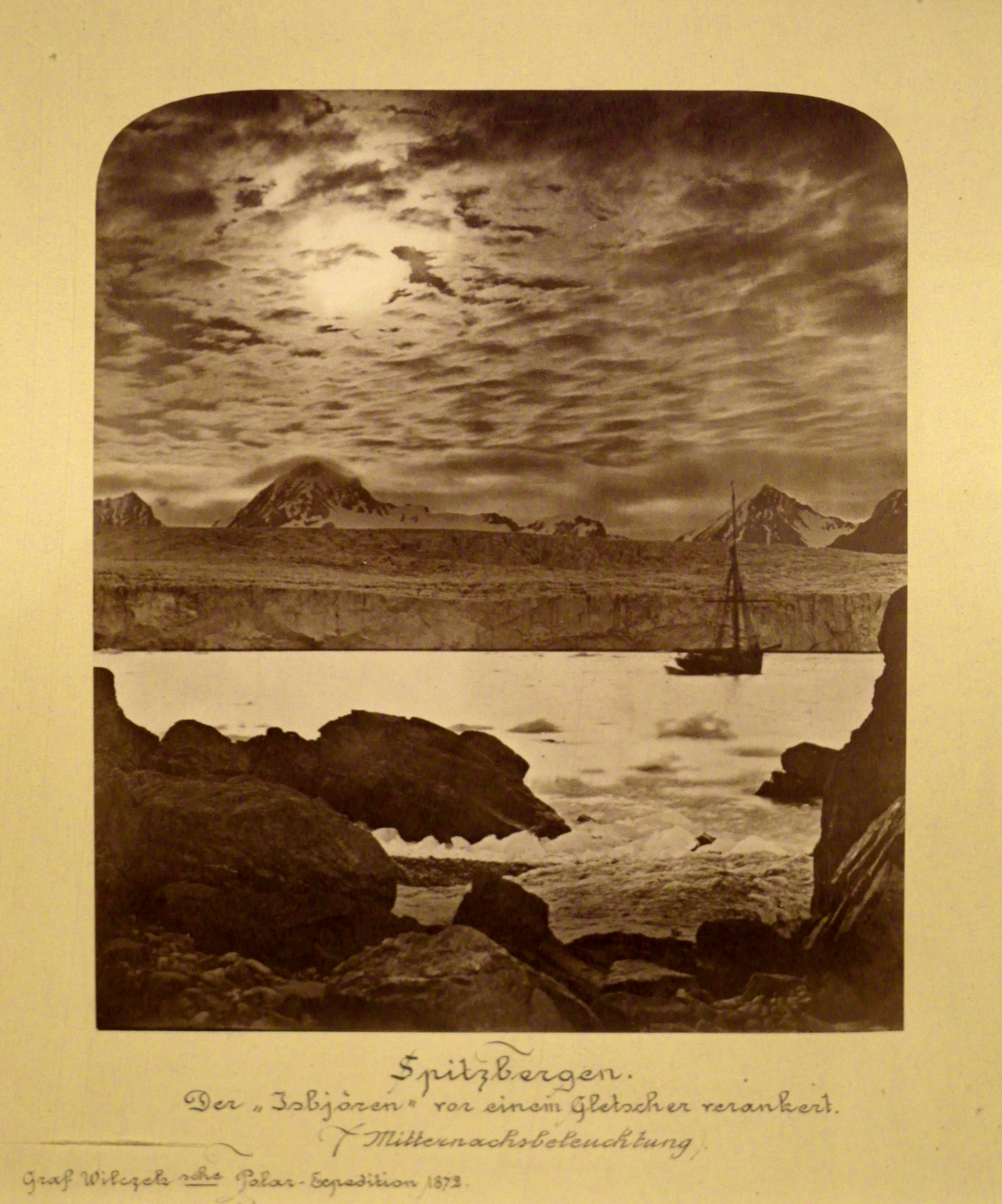
Spitzbergen 1872, Mitternachtssonne, Foto: Wilhelm Burger, während der Wilczek-Expedition

Während der Zeit bis etwa 1900 dominierten naturwissenschaftliche Expeditionsreisen, besonders zu kartografischen Zwecken (siehe unten dazu auch den Abschnitt Geschichte der Kartografie von Spitzbergen). Langsam entwickelte sich das Bewusstsein, dass die Polarregionen für das Verständnis fundamentaler physischer, biologischer und geologischer Vorgänge auf der Erde zentral sind. Die Forschungen befassten sich besonders mit Meteorologie, Geomagnetismus und Polarlichtern. 1882/83 fand das Erste Internationale Polarjahr statt, in dessen Verlauf elf Nationen insgesamt vierzehn Forschungsstationen errichteten, zwölf davon in der Arktis. Die Forschungsstation auf Spitzbergen wurde vom schwedischen Meteorologen Nils Ekholm geleitet und befand sich im bereits zehn Jahre zuvor auf Anregung Adolf Erik Nordenskiölds von der schwedischen Bergbaugesellschaft AB Isfjorden errichteten Svenskhuset (Schwedenhaus) bei Kap Thordsen am Isfjorden. Die dort während des Winters gesammelten Daten waren sehr wertvoll für die Forschung. Nennenswerte Probleme hatte das Forschungsteam nicht, was für eine Überwinterungs-Expedition im 19. Jahrhundert nicht selbstverständlich war. Ein Beispiel ist die Tragödie, die sich im Winter 1872/1873 im Svenskhuset abspielte. 17 norwegische Robbenjäger waren an einer Bleivergiftung durch den Verzehr von Dosennahrung gestorben, wie eine Forschungsexpedition von 2008 bewies.
Deutsche Expeditionsreisende dieser Zeit waren unter anderen 1870 Karl Graf von Waldburg-Zeil in Begleitung von Theodor von Heuglin, die bedeutsame Grundlagenforschung für die Kartografie dieser Region und für die Nautik betrieben, die umfangreichen Aufschluss über die Strömungs- und Eisverhältnisse in diesem Teil des Nordmeers erbrachte.
Im Jahr 1897 startete Salomon August Andrée von der Insel Danskøya eine Polarexpedition mit einem Gasballon. Diese Expedition war weniger wissenschaftlich ambitioniert, sondern vielmehr von dem Wunsch getragen, den Nordpol erreichen zu wollen. Der Versuch misslang, da sich der Ballon nicht lang genug in der Luft halten ließ. Andrée sowie seine beiden Begleiter Knut Frænkel und Nils Strindberg fanden im Laufe ihres Rückmarschs über das Packeis auf der Insel Kvitøya den Tod, wo sie erst 1930 entdeckt wurden.
Die Zeppelin-Studienexpedition nach Spitzbergen diente der Vorbereitung einer Forschungsfahrt mit einem Luftschiff und erfolgte im Sommer 1910 als Schiffsexpedition mit dem Dampfer Mainz.
1912 steckte die deutsche Reederei Norddeutscher Lloyd im nordwestlichen Bereich von Spitzbergen Ländereien ab, um diese für touristische Zwecke für ihre seit 1908 stattfindenden Polarfahrten mit Passagierschiffen zu nutzen. Der Beginn des Ersten Weltkrieges im August 1914 ließ das Projekt hinfällig werden.

### Bergbauperiode

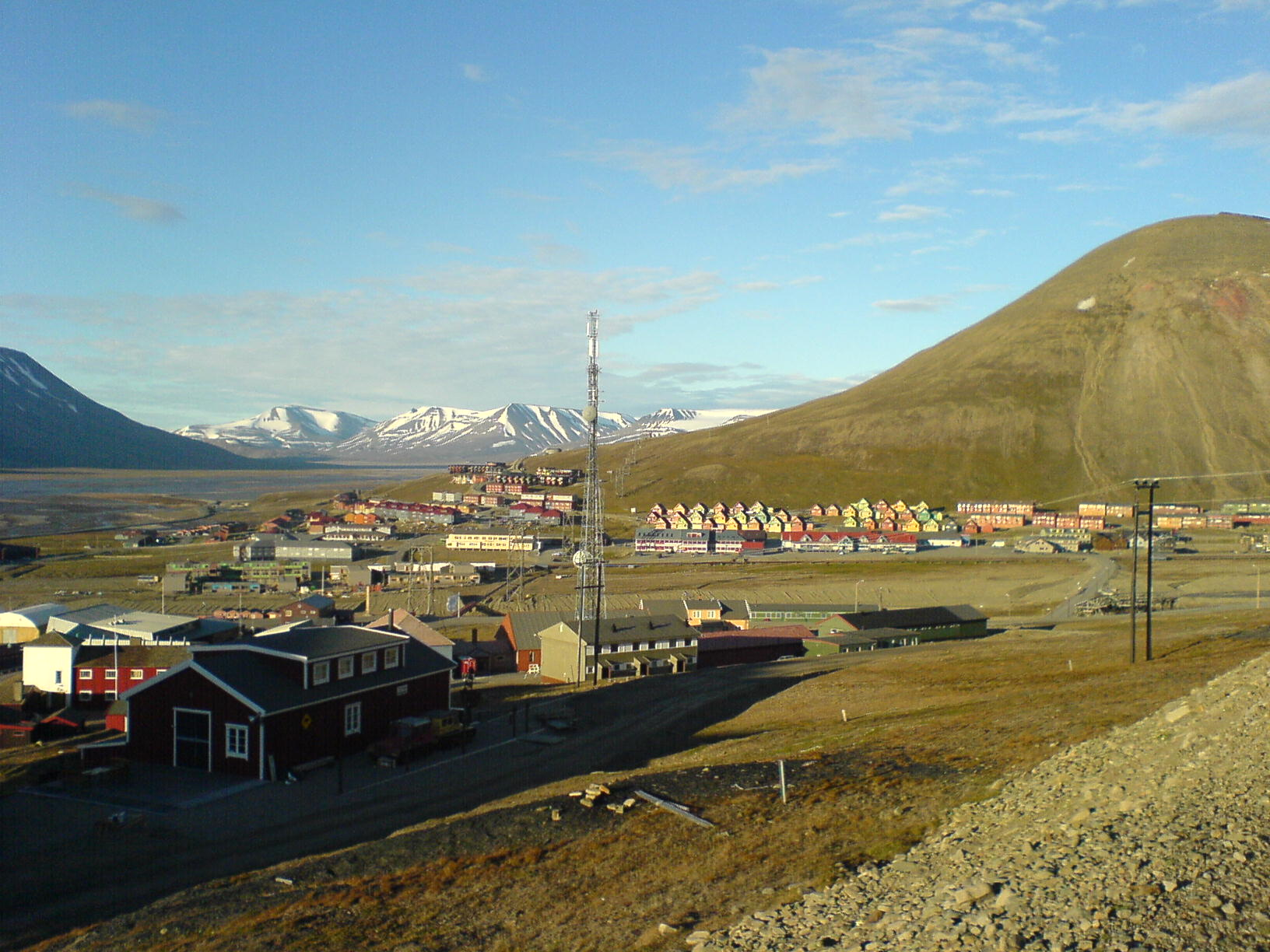
Longyearbyen, Sommer 2007

Um die Wende zum 20. Jahrhundert wurde Spitzbergen wieder wirtschaftlich interessant, denn es fanden sich weitreichende Kohlevorkommen, die noch dazu sehr leicht abzubauen waren, da die Flöze teilweise bis an die Oberfläche drangen.
John Munroe Longyear gründete 1906 die erste ständige Grubensiedlung. Sie wurde später nach ihm Longyear-City genannt, woraus im Norwegischen Longyearbyen wurde, die heutige Hauptstadt der Inselgruppe. In der Zeit zwischen 1900 und 1920 entstanden mehrere Bergbauunternehmungen in Norwegen und in anderen Staaten, die Kohlegruben auf Spitzbergen eröffneten oder zumindest gedachten, das zu tun. Spitzbergen galt als No-Mans-Land, die übliche Vorgehensweise, wie man sich ein Stück vom Kuchen abschnitt, war das Ausstecken eines eigenen Claims. Genaue Regeln darüber gab es jedoch nicht, weshalb es auch oft zu Streitigkeiten kam. Das Ersetzen fremder Claim-Anspruchsschilder durch eigene war häufig. Das Spitzbergen-Museum in Longyearbyen besitzt eine ansehnliche Sammlung solcher alter Claim-Annexionsschilder. Die meisten der in dieser Zeit gegründeten Bergbaufirmen existierten nur sehr kurz. Sie wurden entweder von anderen Firmen übernommen oder gingen in Konkurs, weil der Abbau nicht wirtschaftlich war. Beispielsweise begann die englische Firma The Spitsbergen Coal and Trading Company Bergbau in Advent City, wo der Abbau jedoch schon wenige Jahre später aufgegeben wurde. Das ganze Material (inklusive der Häuser) wurde nach Hiorthamn einige Kilometer nach Süden verlegt, wo die A/S De Norske Kulfelter Spitsbergen operierte. Diese Firma wiederum wurde später an die Norske Kulfelter AS verkauft.

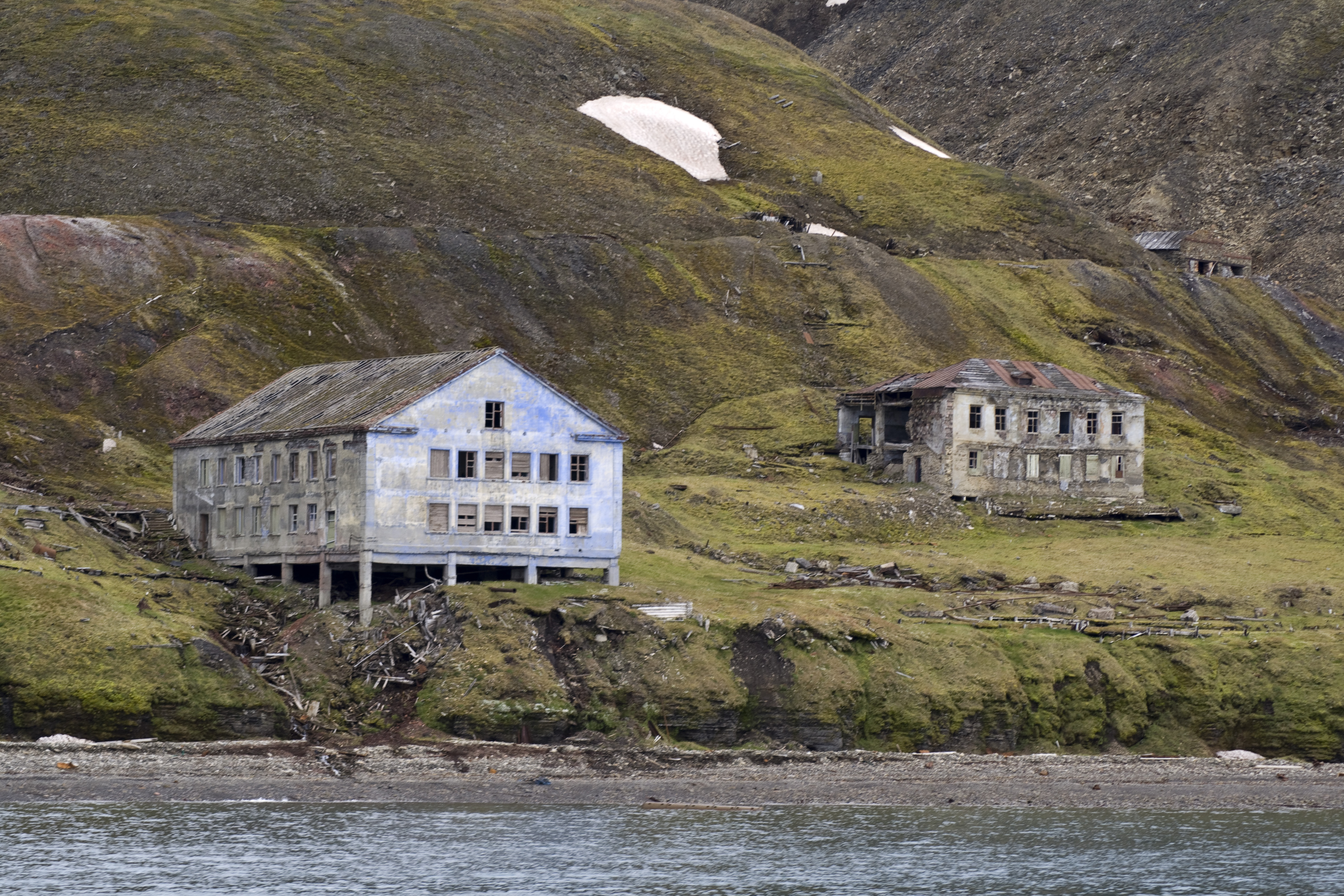
Verlassene Gebäude der aufgelassenen russischen Siedlung Grumant

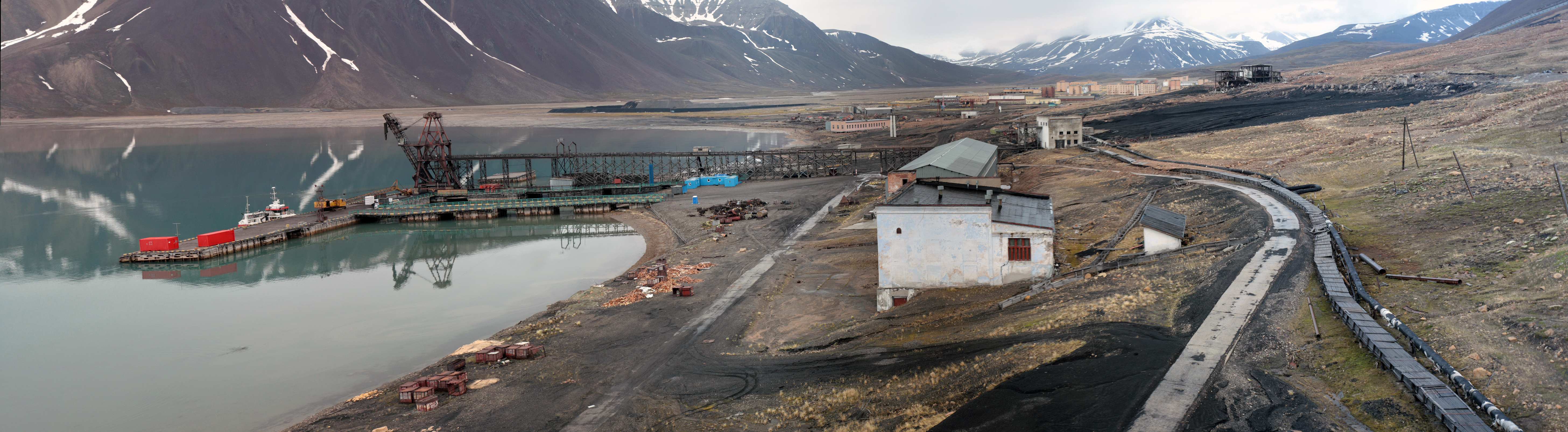
Die Kaianlage der verlassenen Stadt Pyramiden

1916 übernahm die norwegische Store Norske Spitsbergen Kulkompani die Grubenanlagen und Steinkohlevorkommen in und um Longyearbyen vom Det Norske Spitsbergensyndikat, das kurz zuvor die Anlagen von der amerikanischen The Arctic Coal Company von John Longyear erworben hatte. Heute ist sie die größte Bergbaufirma auf Spitzbergen und gehört dem norwegischen Staat. Daneben wird in Barentsburg von der russischen Firma Trust Arktikugol Kohle abgebaut. Das dritte noch existierende Bergbauunternehmen jener Zeit ist die Kings Bay A/S, die aber heute nur noch die Infrastruktur für die Forschung in Ny-Ålesund zur Verfügung stellt, selber aber keinen Bergbau mehr betreibt. Die größte Mine auf Spitzbergen liegt in Svea, ursprünglich eine schwedische Gründung, die später auch von der Store Norske übernommen wurde. Ebenfalls eine schwedische Gründung ist die Siedlung Pyramiden, in der seit 1927 die Russen Kohle förderten. Nachdem 1998 der Bergbau dort aufgegeben worden war, war Pyramiden eine Geisterstadt, bis 2013 das alte Hotel wieder geöffnet wurde. Das russische Grumant, 1952 die größte Siedlung auf Spitzbergen, wurde 13 Jahre später verlassen.
1920 wurde der Spitzbergenvertrag geschlossen, womit insbesondere die Gebietsansprüche formell geregelt wurden. 1925 erlangte Norwegen aufgrund dieses Vertrages die Souveränität über Spitzbergen, muss aber allen Bürgern der unterzeichnenden Länder, die sich auf Spitzbergen niederlassen wollen, die gleichen Rechte einräumen. Auch darf Norwegen keinen Gewinn aus auf Spitzbergen erhobenen Steuern erzielen, weshalb die Einkommensteuern sehr niedrig sind und überhaupt keine Mehrwertsteuern oder Steuern auf Tabakprodukte und Alkohol erhoben werden. Die Preise für Lebensmittel und Wohnfläche sind dennoch, wegen der Transportkosten, vergleichbar hoch.
Weiterhin war und ist Spitzbergen Ausgangspunkt für Reisen zum Nordpol. Max Raebel besuchte 1908 den Archipel und führte geologische, botanische, meteorologische und geographische Untersuchungen durch, er traf hier 1910 Ferdinand Graf von Zeppelin, der eine Polarexpedition mit einem Luftschiff plante. Erst Roald Amundsen erreichte mit einem Luftschiff von Ny-Ålesund aus dann im Jahr 1926 vermutlich als erster den geographischen Nordpol der Erde, 14 Jahre nachdem er bereits den Südpol bezwungen hatte.
Die dramatische Suche und Rettungsaktion nach der von Umberto Nobile geführten Nordpol-Expedition mit dem Luftschiff Italia im Mai 1928 machte die Inselgruppe weltweit bekannt. Amundsen, der sich auch an der Suche beteiligt hatte – obwohl Nobile die Expedition allein gestartet hatte, weil er sich mit Amundsen zerstritten hatte –, kam in der Folge bei einem Flugunfall in der Nähe der Bäreninsel ums Leben.

### Zweiter Weltkrieg

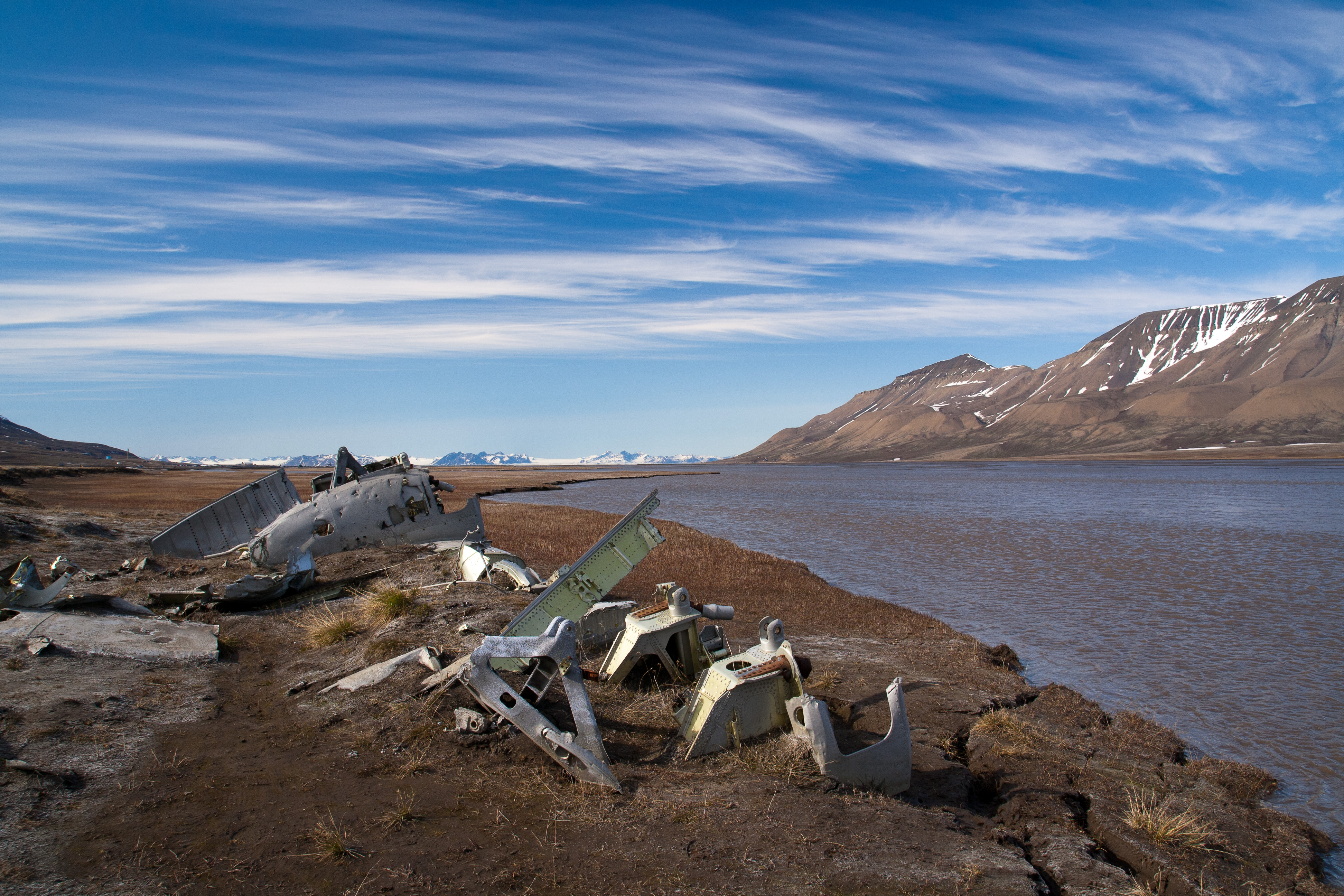
Havarierte deutsche Ju 88 der Wettererkundungsstaffel im Adventdalen

Nach dem deutschen Angriff auf die Sowjetunion wurde Spitzbergen im August 1941 von den Alliierten evakuiert und die Infrastruktur der norwegischen Siedlung Longyearbyen und der russischen Siedlung Barentsburg von kanadischen Royal Engineers während der Operation Gauntlet zerstört. Die geförderten Kohlevorräte von etwa 400.000 Tonnen und Treibstoff wurden in Brand gesetzt, damit sie nicht der Wehrmacht in die Hände fallen konnten.
Ab September 1941 operierten auf West-Spitzbergen im Lilliehöökfjord mit dem Unternehmen Knospe ein Wettertrupp der Wehrmacht von der Kriegsmarine und mit dem Unternehmen Bansö der Luftwaffe der Wehrmacht, um Wetterbeobachtungen sowohl für den operativen wichtigen Zugang zum russischen Nordmeer, als auch für die strategische Wettervorhersage in Mitteleuropa durchzuführen.
In anderen Regionen wurden zur meteorologischen Datenerfassung von der Luftwaffe und Kriegsmarine automatische Wetterstationen eingesetzt, die selbstständig die Wetterlage erfassten und ihre Ergebnisse an die Wetterdienste der Wehrmacht übermittelten. Die Wetterstation WFL 21 der Kriegsmarine, Codename Gustav, befand sich im Nordwesten der Insel Spitzbergen am Billefjord. U 737, das gegen die alliierten Nordmeergeleitzüge eingesetzt wurde, war auch mit dem Ausbringen von automatischen Wetterfunkgeräten betraut, die selbständig Wetterdaten erheben und weitergeben konnten. Unter dem Kommando von Oberleutnant zur See Paul Brasack griff U 737 zudem alliierte Wetterbeobachtungseinrichtungen auf Spitzbergen an. Die Wetterfunkstation der Luftwaffe Kröte befand sich in der Mitte der Insel, an der südlichen Küste des Van Mijenfjord.
Am 14. Mai 1942 landete eine norwegische Einheit und besetzte Longyearbyen wieder für den Rest des Krieges, musste jedoch vor deutschen Kräften zeitweilig ausweichen. Am 8. September 1943 zerstörte ein deutscher Gefechtsverband aus den Schlachtschiffen Tirpitz und Scharnhorst sowie neun Zerstörern mit eingeschiffter Infanterie während des Unternehmens Sizilien die Siedlungen. Es gab Tote und Verletzte. Longyearbyen wurde vollständig zerstört.
Im September 1944 wurde auf Nordostland mit dem Unternehmen Haudegen eine Wetterstation der Kriegsmarine unter Leitung des Meteorologen Wilhelm Dege eingerichtet. Sie konnte durch die Umstände der Kapitulation jedoch erst nach Kriegsende im September 1945 von den Norwegern aufgelöst werden.
Sämtliche Überbleibsel menschlicher Kultur aus der Zeit vor 1946 sind als Kulturdenkmal eingestuft und unterliegen dem Denkmalschutz. Sie dürfen nicht verändert werden. Das gilt zum Beispiel für die Überreste von Grubenbahnen und Hütten, die sich in den verlassenen Minensiedlungen finden.
Hin und wieder werden auch heute noch alte Munition und Landminen aus der Zeit des Zweiten Weltkriegs gefunden, die dann vom norwegischen Kampfmittelräumdienst beseitigt werden.

### Nachkriegszeit und Moderne
Spitzbergen ist seit 1945 entmilitarisiert, aber trotzdem von Bedeutung, da es in der GIUK-Lücke liegt. Zur Aufklärung russischer U-Boote wurde in dieser geografischen Lücke das Sonarsystem SOSUS installiert.
Nach dem Krieg nahmen mehrere Bergbaugruben die Arbeit wieder auf, insbesondere in Longyearbyen, Sveagruva, Barentsburg, Pyramiden, Grumant und Ny-Ålesund. 1965 wurde Grumant aufgegeben, bald nach der Kings-Bay-Affäre zudem der Bergbau in Ny-Ålesund. Seit 1998 ist auch Pyramiden bis auf einige Touristenführer und den Hotelbetrieb verlassen.

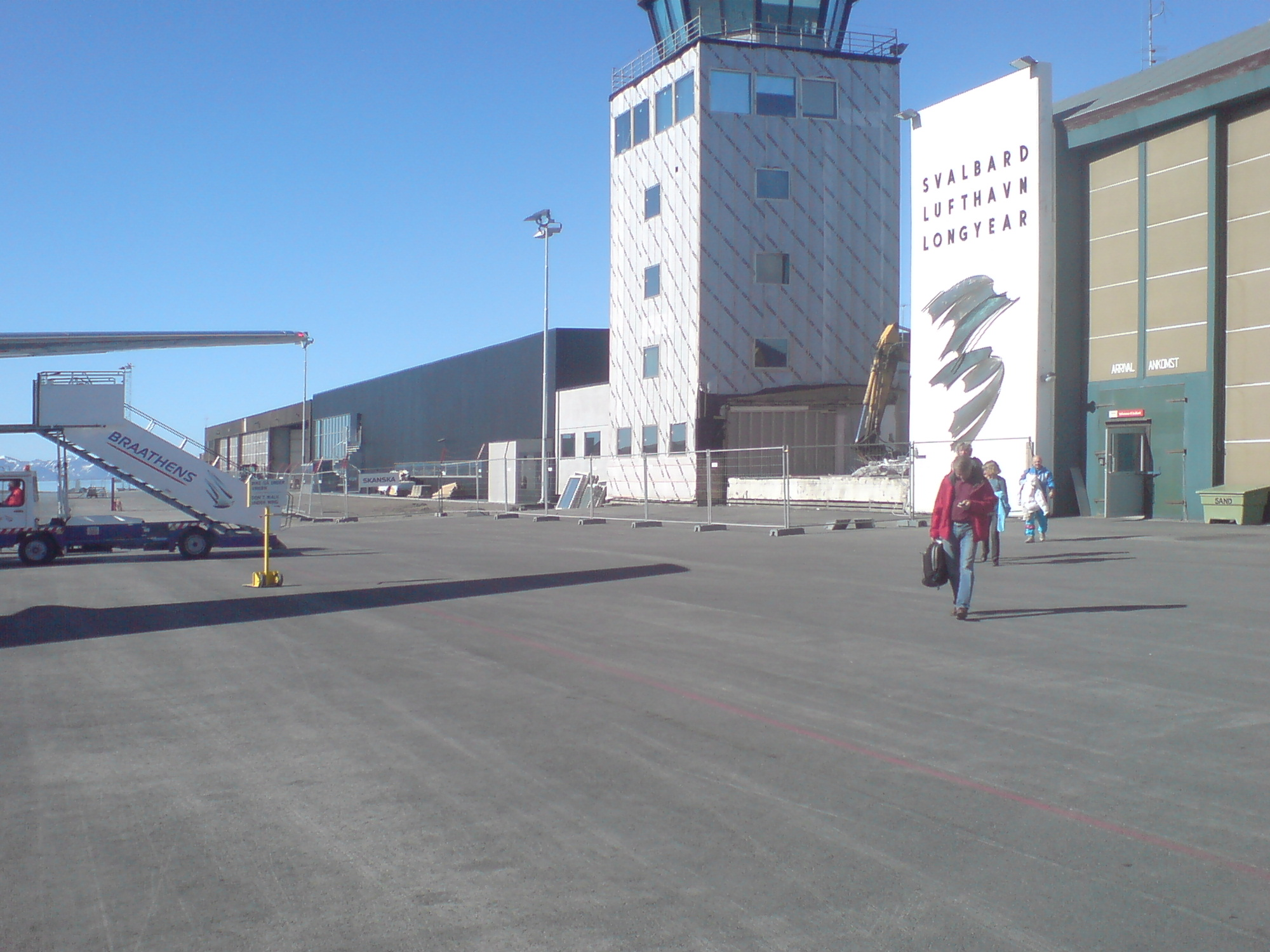
Der Flughafen von Longyearbyen, eröffnet 1975

Die größte Umstellung der Lebensweise auf Spitzbergen brachte die Eröffnung des internationalen Flughafens in Longyearbyen im Jahr 1975, mit dem die Inselgruppe ganzjährig vom Festland aus erreichbar wurde, was die Abgeschiedenheit, besonders während der Wintermonate, deutlich reduzierte. Auch dauert die Reise von Tromsø aus nun nur noch gut zwei Stunden, statt mehrerer Tage wie früher per Schiff. Dadurch hat besonders auch die Zahl der Touristen deutlich zugenommen. Diese sind heute, neben Forschung und Bergbau, Haupteinnahmequelle der Bevölkerung auf Spitzbergen.
Zur Aufrechterhaltung der norwegischen Hoheit über Spitzbergen patrouilliert die norwegische Küstenwache mit der KV Svalbard und der HNoMS Thor Heyerdahl (F314) rund um den Archipel. Neu auch für diese Aufgaben sind die Schiffe der Jan-Mayen-Klasse. Die staatliche russische Bergbaugesellschaft Arktikugol hat in Barentsburg für Verbindungs- und Versorgungsflüge einen eigenen Mil Mi-8 Hubschrauber stationiert, der jedoch nur für innerbetriebliche Flüge eingesetzt werden darf.

## Geschichte der Kartografie von Spitzbergen

Topografische Karte von Spitzbergen

Bei dem seit spätestens 1194 bezeugten altnordischen Namen „Svalbard“, der „Kalte Küste“ bedeutet, ist nicht gesichert, dass damit die Inselgruppe bezeichnet war. Es könnte auch Ostgrönland oder Jan Mayen gewesen sein.
Willem Barents benannte bei seiner Entdeckung das Land nach seinen spitzen Bergen Spitzbergen, niederländisch spitse Bergen, daher die niederländische Originalbezeichnung Spitsbergen, wie sie auch im Spitzbergenvertrag verwendet wird. Dazu legte er acht weitere Namen für Teile der Inseln fest. Barents Entdeckung war der Startpunkt für die sogenannte „Walfangperiode“ auf Spitzbergen, die etwa von 1600 bis 1710 dauerte. Diese Periode war vorwiegend durch dänische und englische Aktivitäten geprägt. Giles & Rep veröffentlichten im Jahr 1710 die erste Karte Spitzbergens, auf der die Küstenlinien vollständig verzeichnet wurden. Vorläufig diente Spitzbergen vorwiegend als Ausgangspunkt für den Walfang, womit besonders die Küstenlinie für die Kartographie zentral war. Die Karte enthielt auch schon eine ganze Reihe von Ortsnamen, die jedoch sehr willkürlich gewählt waren. Die Namen attributierten zu allem Möglichen:
- Länder und Gebiete aus den Heimatländern der Jäger
- Landmarken für die Navigation, Häfen
- Landschaftsformen
- Personen
- Pflanzen
- Religion, Heilige
- Tiere

Viele dieser Namen waren in den jeweiligen Sprachen der Walfänger verfasst, was später zu absichtlichen oder unabsichtlichen Übersetzungen in andere Sprachen (vorwiegend ins Norwegische) führte. Dabei entstanden Fehler oder Missverständnisse, so dass die abgeleiteten Namen eine neue Bedeutung erhielten.
Nachdem der Walfang nach 1710 praktisch zum Erliegen gekommen war, da der Grönlandwal fast ausgerottet war, blieb Spitzbergen bis 1858 weitgehend unbewohnt. Bis auf einige russische Jäger, die auf den Inseln Füchse, Rentiere, Walrosse, Robben und Eisbären jagten, war das Interesse der Menschen an der Inselgruppe gering. Aus dieser Zeit sind entsprechend keine neuen Flurnamen überliefert. Einige englische, französische oder schwedische Expeditionen fielen in diese Zeit, ihre Nachwirkung war jedoch ebenfalls sehr gering.
Das Jahr 1858 markiert einen wichtigen Meilenstein in der Entdeckungsgeschichte von Spitzbergen. Ab diesem Datum fanden fast dauernd Expeditionen zur Inselgruppe statt, mit rein naturwissenschaftlichem Hintergrund. Fast alle europäischen Länder organisierten solche Expeditionen oder beteiligten sich daran, darunter Norwegen, Schweden, Deutschland, England, die Schweiz, Österreich, Monaco und Schottland.

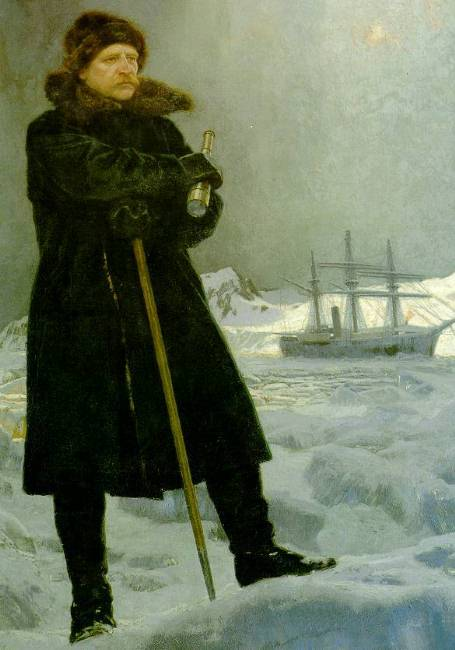
Adolf Erik Nordenskiöld

Die dabei neu entstandenen Karten enthalten auch neue Namen, diese sind jedoch zwischen den verschiedenen Kartografen nicht einheitlich und häufig durch Übersetzungsfehler entstellt. Der Erste, der versuchte, diese Ungereimtheiten zu bereinigen, war Adolf Erik Nordenskiöld. Seine wichtigste Karte von Spitzbergen wurde 1875 publiziert. Als Dank für Unterstützung oder Beteiligung an der Expedition begann er, neue Namen aus den Personennamen dieser Unterstützer zu bilden, was viele weitere Entdecker nach ihm genauso handhabten.
Als Kartograf von Spitzbergen ist auch August Petermann in Erscheinung getreten. Nachdem er die deutsche Besiedlung in Afrika unterstützt hatte, regte er zwei Arktisexpeditionen an, die 1868 und 1870 unter der Leitung von Carl Koldewey zunächst nach Spitzbergen, dann nach Ostgrönland führten. Petermann verwendete für seine Karten auch Namen von deutschen Entdeckern Afrikas. Seine Publikationen erschienen um 1870.
Nach der Jahrhundertwende fanden verschiedene Fahrten statt, die vorwiegend oder ausschließlich die Kartographie zum Ziel haben. Zu den wichtigsten Unterstützern dieser Projekte gehörte Albert I. von Monaco, der im Jahr 1899 selbst nach Spitzbergen gereist war. 1906/1907 finanzierte er die Expedition von Gunnar Isachsen, der auch später noch mehrfach den Archipel bereiste. Auch Adolf Hoel leistete während seiner Reisen einen wesentlichen Beitrag zur Kartographie Spitzbergens.
Als weitere wichtige Kartografen Spitzbergens gelten Sir William Martin Conway, der erstmals ausführliche Karten des Landesinneren zeichnete, was zur Einführung zahlreicher neuer Namen führte, sowie Gerard De Geer. Letzterer versuchte, möglichst konsistente Regeln für die Namensgebung der geografischen Punkte festzulegen. Zusammenhängende Namen sollten für zusammenhängende Gebiete verwendet werden (beispielsweise die Vornamen einer Königsfamilie), Namen in der einheimischen Sprache sollten bevorzugt werden, um falsche Übersetzungen zu vermeiden (falls nötig mit latinisierter Transkription). Auch vermied er bewusst lange, komplizierte Namen, da diese im täglichen Gebrauch abgekürzt und damit verfälscht wurden. Allzu allgemeine Namen sollten vollständig vermieden werden, wie etwa Tierarten für geografische Bezeichnungen (bereits verbreitete Namen wie Bjørnøya – Bäreninsel – blieben natürlich). Bei ihrer Kartografie beeinflussten sich De Geer und Isachsen gegenseitig, Isachsen verwendet jedoch bevorzugt französische Namen, De Geer englische. Dabei entstanden erneut durch Übersetzungsfehler bedingte, unlogische Namenskombinationen wie Mt Vortefjell (fjell ist das norwegische Wort für Berg) oder Glacier Verdebræ (bræ bedeutet Gletscher auf Norwegisch).
Die vollständigsten Karten dieser letzten wichtigen Entdeckerperiode wurden um 1923 publiziert. In diesem Jahr demonstrierte die Junkers-Spitzbergen-Expedition, der die ersten Luftbilder des Archipels zu verdanken sind, die Vorteile der Landaufnahme aus der Luft.

## Politik

Wappen des Sysselmester
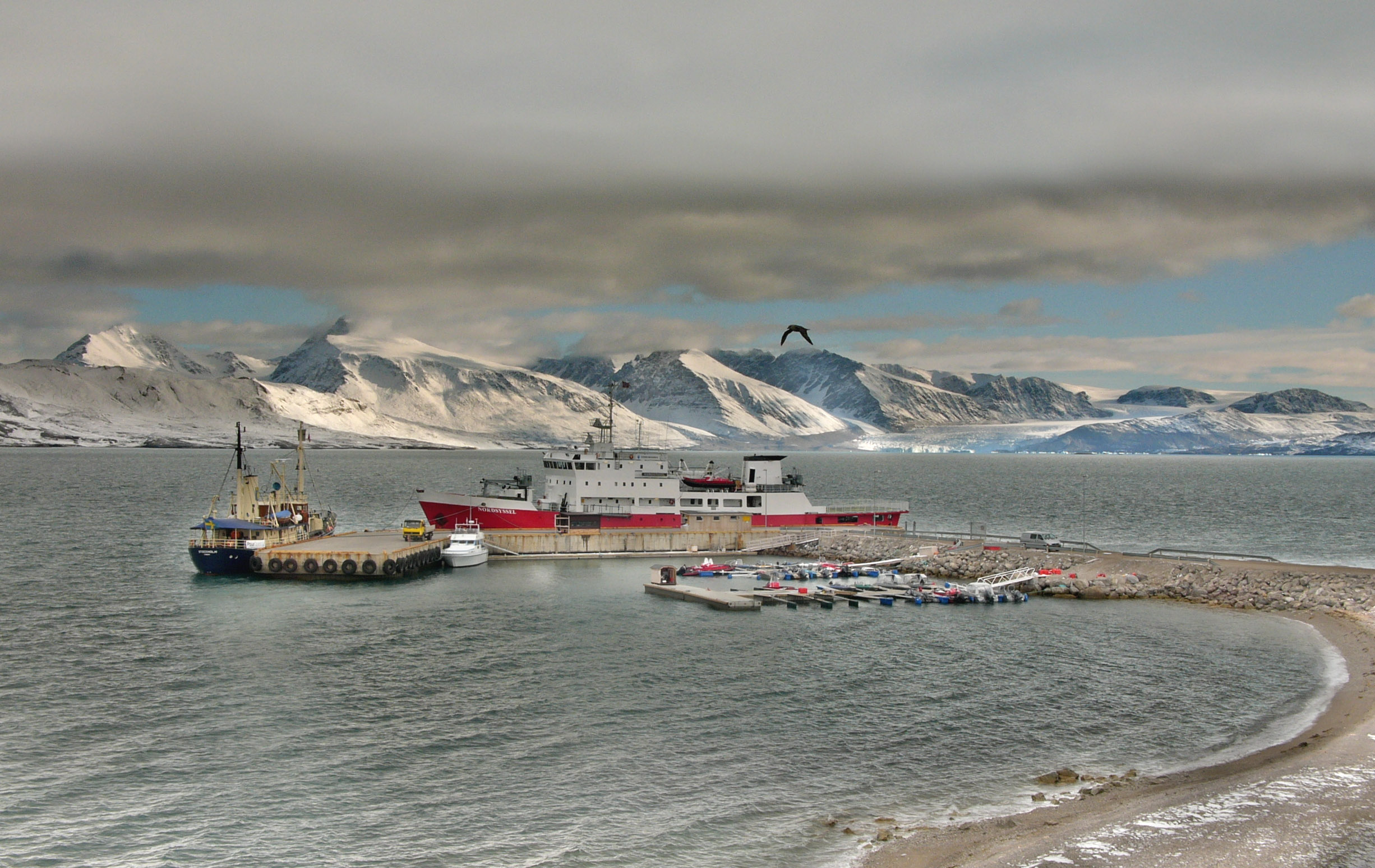
Die Nordsyssel, Schiff des Sysselmesters in Ny-Ålesund

### Norwegische Verwaltung
Spitzbergen wird direkt von einem Repräsentanten der norwegischen Regierung geleitet. Er trägt den Titel Sysselmester und ist gleichzeitig Polizeichef, Hilfsrichter und Inhaber anderer offizieller Funktionen. Vor Juli 2021 lautete der Titel Sysselmann. Er soll auch die Rechte und Pflichten sicherstellen, die Norwegen laut Spitzbergenvertrag obliegen. Seit dem Ende des 20. Jahrhunderts wurde in mehreren politischen Vorstößen die Selbstverwaltung durch die Bevölkerung gestärkt. Im Oktober 2007 fanden auf Spitzbergen erstmals Wahlen für ein lokales Parlament statt. Zur Geschichte der Verselbständigung der Verwaltung siehe den Geschichtsabschnitt im Artikel Longyearbyen.
Zur Unterstützung des Sysselmester sind norwegische Polizisten in Longyearbyen stationiert. Sie übernehmen die Fluggastkontrolle und betreiben den Ordnungs- und Verkehrsdienst mit Verkehrskontrollen sowie den Sicherheitsdienst bei einer Eisbärsichtung in Longyearbyen. Außerdem sind sie auch für die Einhaltung der Umweltschutzvorschriften zuständig. Die Norwegische Küstenwache führt den Schutz und die Überwachung der See vornehmlich mit der Svalbard durch. Spitzbergen gehört nicht zum Schengen-Raum.
Die Hoheitsrechte innerhalb der 200-Meilen-Zone werden von Norwegen beansprucht, was allerdings umstritten ist, auch weil in der Arktis Bodenschätze vermutet werden. Mehrere andere Länder erheben Anspruch auf die Abbaurechte im Nordpolarmeer.

### Konflikt mit Russland
Seit der Annexion der Krim im Jahr 2014 kommt es zunehmend zu Spannungen durch russische Übertretungen der geltenden Vereinbarungen. So war der damalige Vize-Ministerpräsident Dmitri Rogosin durch Sanktionen mit einem Einreiseverbot für die EU belegt, als er 2015 auf der Insel landete. Im April 2016 nutzten tschetschenische Spezialkräfte, die unter dem unmittelbaren Kommando von Ramsan Achmatowitsch Kadyrow standen, nach einer Ausbildungsübung nahe dem russischen Forschungslager Barneo am Nordpol den Flughafen von Longyearbyen. Dies geschah, obwohl die nächste russische Militärstation Nagurskaja auf dem russischen Franz-Josef-Land liegt. Kadyrow begrüßte die Rückkehrer seiner Speznas persönlich auf dem Flughafen von Grosny. Bei der Großübung Sapad 2017 des russischen und belarussischen Militärs wurde auch eine Invasion von Spitzbergen geübt.
Im Zuge der Ausweitung des russischen Überfalls auf die Ukraine verschärfte sich ab 2022 auch die Situation auf Spitzbergen. Bereits im Januar dieses Jahres wurde eines der beiden Unterseekabel durchtrennt, die zum norwegischen Festland führen. AIS-Daten belegten, dass vor der Kappung des Kabels ein russischer Trawler 130 Mal über der betreffenden Stelle kreuzte. Obwohl Norwegen kein Mitglied der Europäischen Union ist, trug man die erhobenen EU-Sanktionen gegen Russland mit, woraufhin der Moskauer Kreml mit Vergeltung drohte. Im Herbst 2022 verhaftete die norwegische Polizei wegen unerlaubter Drohnenflüge über Spitzbergen den Sohn des Oligarchen, ehemaligen Präsidenten der Russischen Eisenbahnen und Putin-Vertrauten Wladimir Jakunin. Im Mai 2023 wurde in Barentsburg zum Tag des Sieges im deutsch-sowjetischen Teil des Zweiten Weltkriegs eine Militärparade abgehalten, bei der auch ein Hubschrauber trotz Flugverbot zum Einsatz kam. In Pyramiden wurde zudem die Flagge der Volksrepublik Donezk gehisst. Das Verhältnis zwischen Norwegen und Russland kühlte sich daraufhin noch einmal erheblich ab.
Russland untermauerte in der Folge sein geopolitisches Interesse am Nordpolargebiet, wobei das Europäische Nordmeer zwischen Spitzbergen und dem norwegischen Festland im Kriegsfall als wichtige Route der Nordflotte von den in der Barentssee gelegenen Häfen um Murmansk und der Halbinsel Kola in den Nordatlantik gilt. Da Spitzbergen als Territorium Norwegens zum Gebiet der NATO zählt, rückte die Inselgruppe neben dem Baltikum auch als ein mögliches militärisches Ziel Russlands in den Blickpunkt, um den in Artikel 5 des Nordatlantikvertrags geregelten Bündnisfall zu testen. Im März 2025 warf das Außenministerium der Russischen Föderation Norwegen vor, militärische Objekte auf Spitzbergen in Betrieb genommen und damit gegen den vertraglichen Status der Entmilitarisierung verstoßen zu haben. Die Regierung in Oslo wies diese Anschuldigung zurück und erklärte, dass es sich um Instrumente für eine rechtmäßige Sicherheitsüberwachung handeln würde. Zudem erließ man eine Arktische Operations-Direktive für die norwegischen Streitkräfte, die sich auf eine Konfrontation mit Russland im Arktischen Ozean vorbereiten sollten.

## Infrastruktur
Spitzbergen ist durch den 1975 eröffneten internationalen Flughafen in Longyearbyen mit Norwegen und anderen Ländern verbunden. Während der Polarnacht sind die fünf wöchentlichen Flüge von und nach Tromsø faktisch die einzige Verbindung zum Festland. Der größte Arbeitgeber der Inselgruppe, die norwegische Bergbaugesellschaft Store Norske Spitsbergen Kulkompani, hat zwei eigene Flugzeuge, die für Transporte zwischen Sveagruva und Longyearbyen sowie Ny-Ålesund eingesetzt werden. In Ny-Ålesund und Sveagruva gibt es jeweils Verkehrslandeplätze, in Barentsburg und Pyramiden gibt es je einen Hubschrauberlandeplatz, weitere gibt es an im Gelände verteilten Feldtankpunkten. Bis zur Eröffnung des Flughafens wurde ein Verkehrslandeplatz im Osten von Longyearbyen benutzt.
Bebauung mit fester Besiedlung gibt es nur in den vier Ortschaften. Das gesamte Gelände von West-Spitzbergen ist von Hütten durchsetzt, die vormals meist als Wetterhütten oder Trapperstationen dienten und die nur für Wochenendausflüge durch Einheimische genutzt werden können. Eine Anmietung durch Touristen ist nicht möglich.
Im Sommer kommen verschiedene Forschungs- und Touristenschiffe in die Häfen. Nur in den Ortschaften gibt es befestigte Wege sowie in Longyearbyen zur Gruve 7. Transporte erfolgen mittels Flugzeug, Hubschrauber, Schiff oder Boot, Motor- oder Hundeschlitten. Das Kennzeichen der wenigen Kraftfahrzeuge auf Spitzbergen beginnt mit ZN.
In Longyearbyen befindet sich die einzige Bank des Inselarchipels, diese ist zugleich die nördlichste Bank der Welt. Am 21. Dezember 2018 erfolgte der erste Bankraub der Arktis durch einen arbeitslosen russischen Staatsbürger, er erbeutete 9000 Euro, konnte die Insel aber nicht ungesehen verlassen, es folgte die Überstellung an ein norwegisches Gericht in Tromsø.
Für die umfangreichen Forschungsprojekte auf Spitzbergen, vorwiegend das UNIS und die Satellitenstationen für polumlaufende Satelliten in der Umgebung von Longyearbyen, wurde ein 20-Gbit/s-Unterwasserkabel, das Svalbard Undersea Cable System, vom norwegischen Festland aus gelegt. Somit sind in allen größeren Siedlungen Spitzbergens schnelle Internetanschlüsse verfügbar. Im Januar 2022 wurde eines der beiden Unterseekabel vom Festland nach Spitzbergen durch einen russischen Fischtrawler mit dem Grundschleppnetz vorsätzlich beschädigt.
Für Spitzbergen und Jan Mayen existiert die eigene länderspezifische Top-Level-Domain (ccTLD) .sj. Sie wird derzeit nicht verwendet, ist aber für potenzielle zukünftige Nutzung reserviert. Sie wird von der Firma UNINETT Norid AS verwaltet, die auch für die norwegische Domain .no sowie für die Domain der Bouvetinsel .bv zuständig ist.

## Wirtschaft

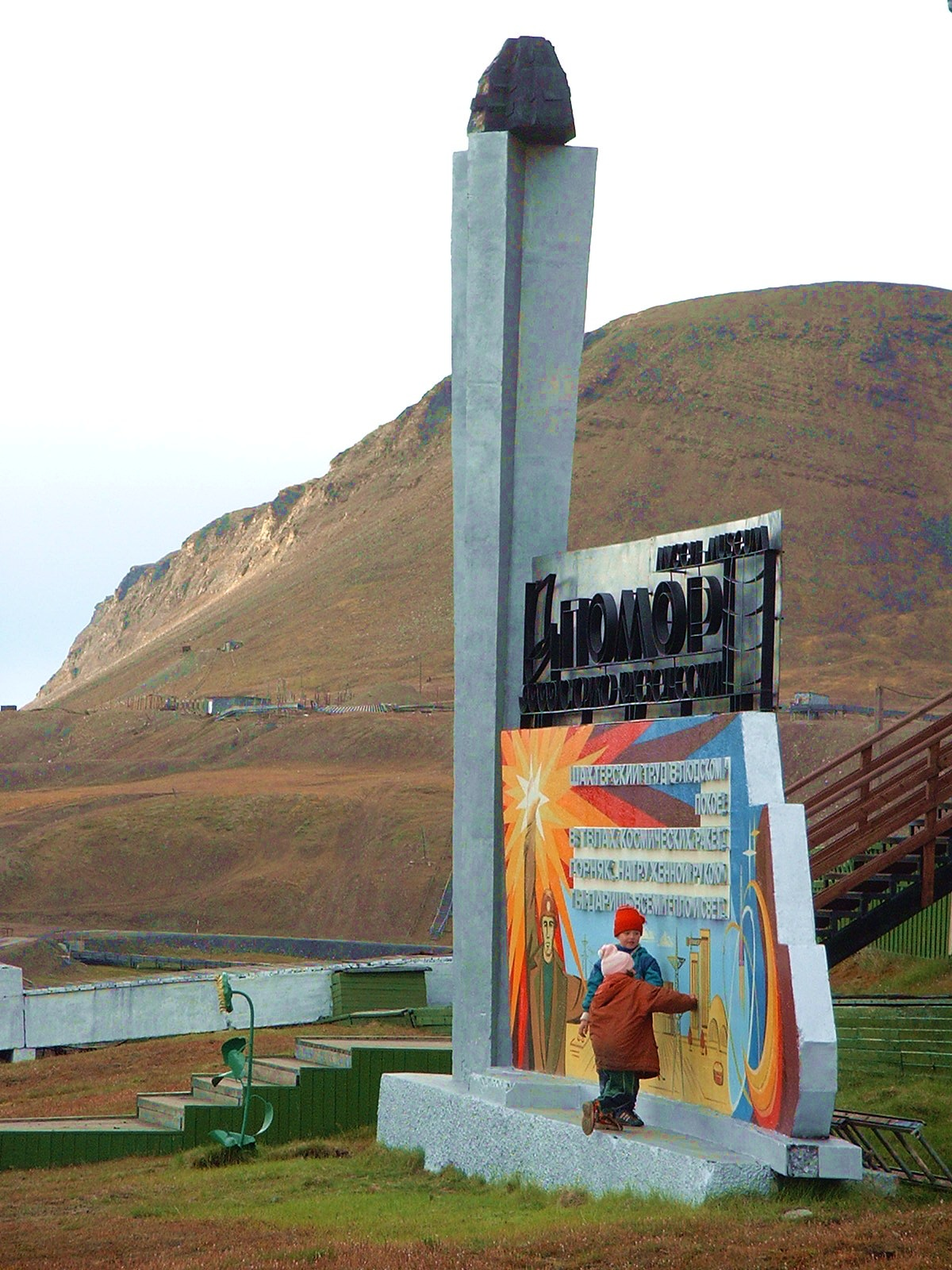
Bergbau-Denkmal in der russischen Siedlung Barentsburg

Da Norwegen aufgrund des Spitzbergenvertrags von Sèvres vom 9. Februar 1920 keine Einkünfte aus Spitzbergen beziehen darf, bleiben die eingezogenen Steuern auf der Inselgruppe. Das hat zur Folge, dass das Steuerniveau im Gegensatz zu anderen norwegischen Gebieten sehr niedrig ist. Die Einkommensteuer liegt unter 20 %, eine Umsatzsteuer existiert überhaupt nicht. Das wird jedoch dadurch kompensiert, dass viele Produkte, insbesondere Frischwaren wie Gemüse und Obst, aufgrund der hohen Transportkosten deutlich teurer als auf dem Festland sind.
Außerdem beinhaltet der Vertrag, dass die Inseln zwar zu Norwegen gehören, gleichzeitig aber alle Vertragsparteien ein Recht auf Nutzung der Bodenschätze haben, was mit der Entdeckung von Kohlevorkommen relevant wurde. Von diesem Recht machen von den 39 Ländern, welche den am 30. Juni 1925 in Kraft getretenen Spitzbergenvertrag bisher unterzeichnet haben, heute nur Norwegen und Russland (Arktikugol) Gebrauch. Die Kohleförderung ist gemessen am Weltmarktpreis relativ teuer und damit unwirtschaftlich.
Heute arbeitet die Bevölkerung (hauptsächlich Norweger und Russen) der dünnbesiedelten Insel in der Forschung, im Tourismus oder im Bergbau, vorwiegend in den Städten Longyearbyen, in Sveagruva und Barentsburg. Die drei Ortschaften sind untereinander nicht durch Straßen oder Wege verbunden.
Auf Spitzbergen befindet sich ein Startplatz für Höhenforschungsraketen (Svalbard Rakettskyttefelt). Außerdem existieren zahlreiche Satelliten-Bodenstationen wie etwa die Svalbard Satellite Station (SvalSat) in Longyearbyen und die BIRD-Bodenstation in Ny-Ålesund.

### Pflanzensamenbank

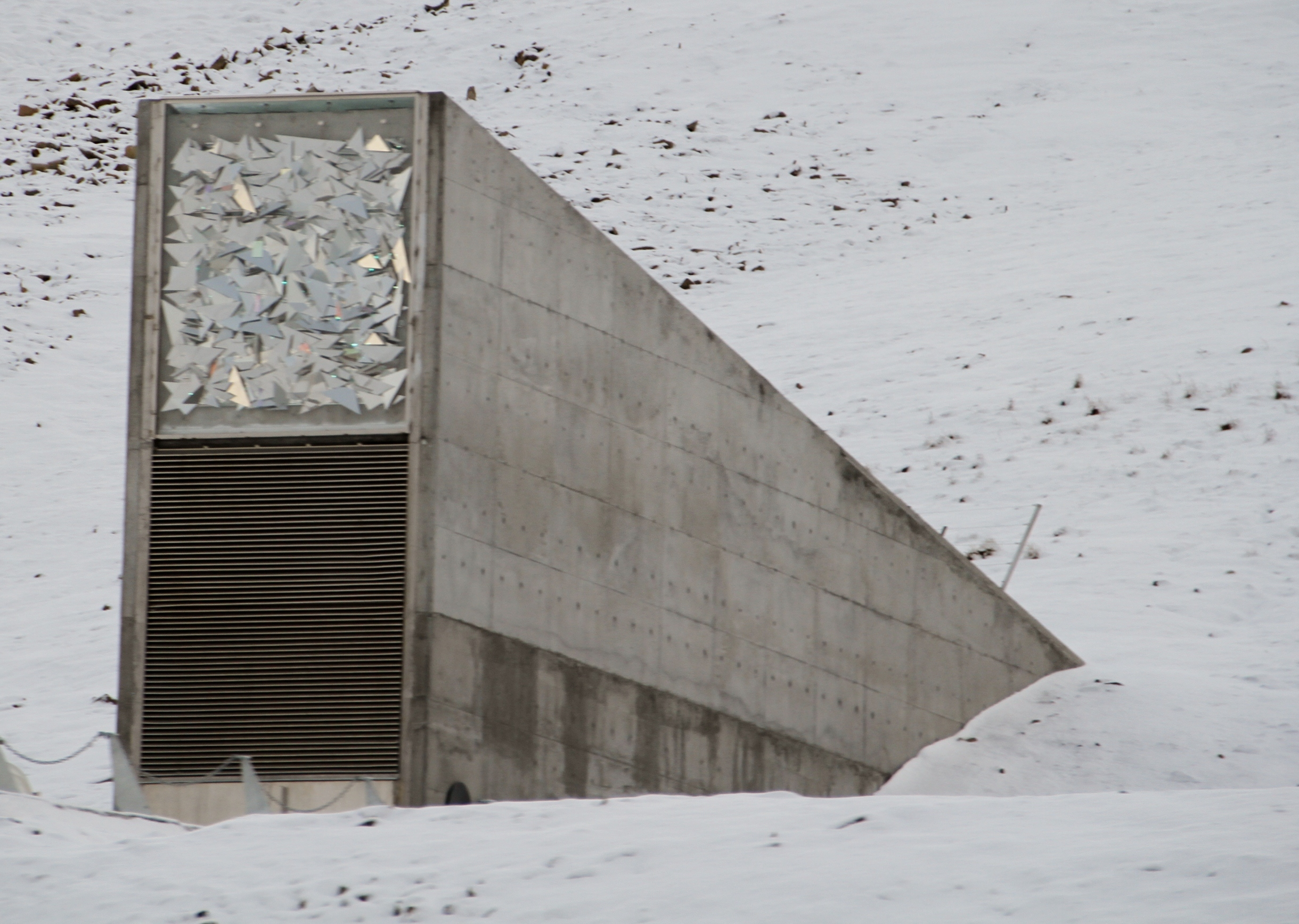
Eingang zum SGSV

Am 26. Februar 2008 wurde eine Pflanzensamenbank eingeweiht, die von der norwegischen Regierung mit Unterstützung der EU, der Nordic Gene Bank und dem Global Crop Diversity Trust (GCDT) errichtet wurde.
Die Svalbard Global Seed Vault ist eine internationale Organisation zur weltweiten Erhaltung von Nutzpflanzen, welche die Ernährung der Weltbevölkerung sicherzustellen helfen soll. Im Samenbunker auf Spitzbergen lagern die Samenproben 120 Meter tief im Permafrost-Felsmassiv bei −18 °C. Insbesondere soll die Erhaltung der Sortenvielfalt von Nutzpflanzenarten wie Reis, Weizen oder Gerste sichergestellt werden, geschützt vor genetischer Verunreinigung, Naturkatastrophen, Pflanzenepidemien oder gar vor Verlusten durch Atomkriege. Es wurde mit einem Bedarf von 4,5 Millionen Pflanzensamenproben der weltweiten Nutzpflanzen gerechnet, die Kapazität reicht für 2,25 Milliarden Samen. Eine Probe enthält durchschnittlich 500 Samen. Im Oktober 2017 lagerten dort über 933.000 Samenproben von 5.384 Arten aus 992 Gattungen, davon allein 70.000 Reissorten und 15.000 Bohnensorten. Die Samen kommen aus der ganzen Welt. 175 Länder planten, Samenproben nach Spitzbergen zu schicken. Eigentümer der Proben bleiben die einreichenden Saatgutbanken im Ausland. Bis Anfang 2018 gab es nur eine einzige Anforderung zur Rückführung von Proben, und zwar durch das International Center for Agricultural Research in the Dry Areas nach Syrien im Jahr 2015.

### Tourismus

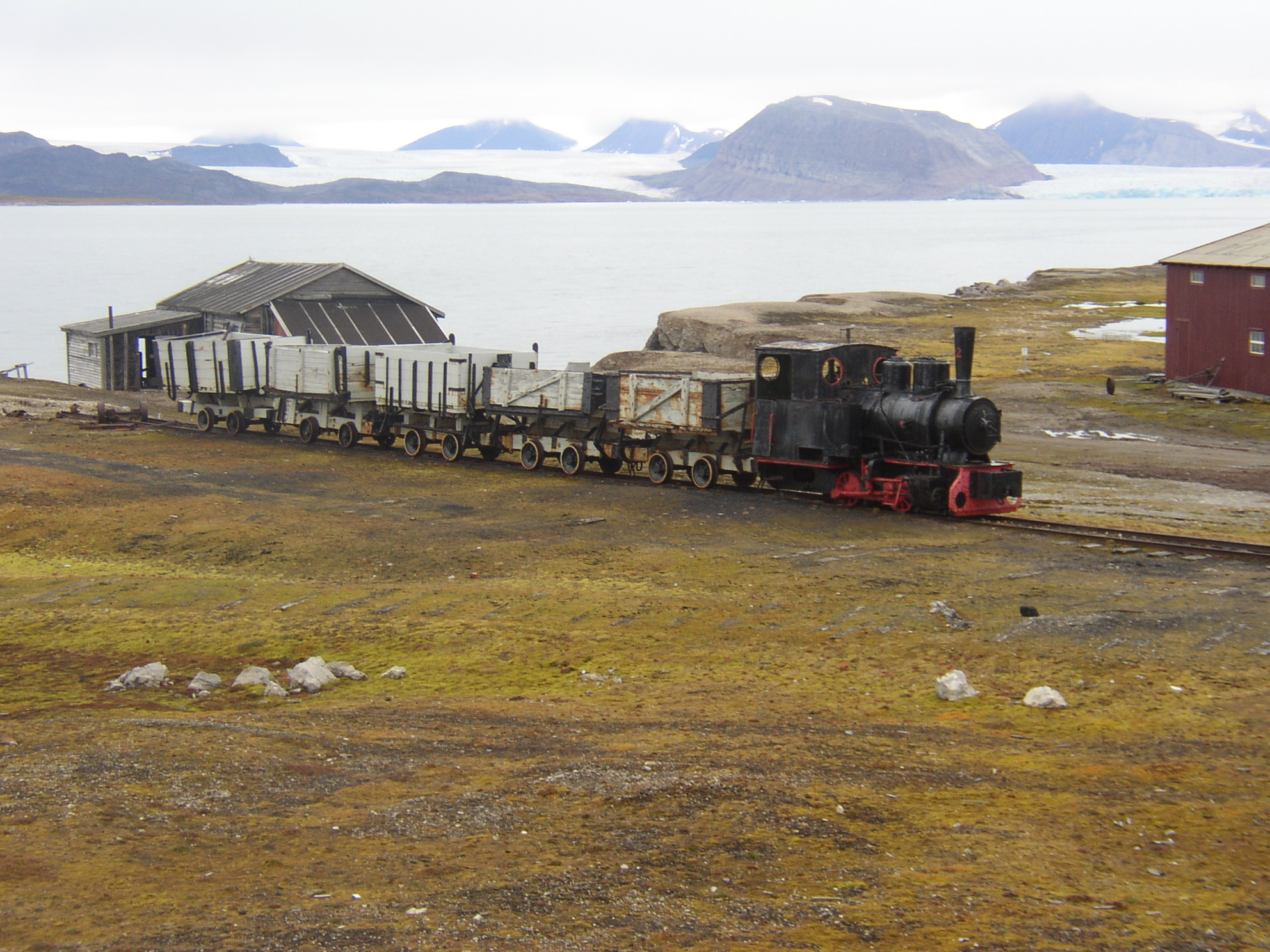
Alte Eisenbahn in Ny-Ålesund

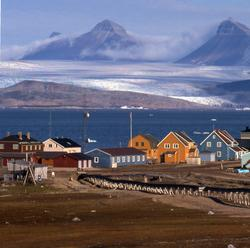
Ny-Ålesund im Sommer

Longyearbyen lebt vom Tourismus, der mittlerweile eine Größe von jährlich 70.000 Touristen erreicht hat, davon die meisten mit Kreuzfahrtschiffen. Hauptsaison ist während des Lichtwinters zwischen März und Anfang Mai, wenn noch genügend Schnee für Schlittentouren liegt und schon ausreichend Tageslicht vorhanden ist, sowie im Sommer zwischen Anfang Juli und Mitte August. Ab Mitte April geht die Sonne in Longyearbyen nicht mehr unter. In der Zwischensaison von Anfang Mai bis Juli nimmt der Touristenstrom wieder ab, weil Schmelzwasser die Täler weitgehend unpassierbar macht.
Der Tourismus findet hauptsächlich um Longyearbyen statt oder auf Schiffen, die die Inselgruppe umrunden und dabei auch Landgänge anbieten. Liegt Schnee, wird verbreitet auf Schneemobile als Transportmittel zurückgegriffen, für den Tourismus auch auf Hundeschlitten. Pyramiden ist verlassen und soll zukünftig als Ausgangspunkt von Trekkingtouren dienen. Barentsburg dient vor allem dem Bergbau und Tagesausflügen, Ny-Ålesund der wissenschaftlichen Forschung und wird stundenweise von Kreuzfahrern angelaufen.
Spitzbergen gehört zur trocken-kalten Klimazone (Polargebiet), die Verhältnisse sind daher nicht mit denen in Skandinavien zu vergleichen. Wanderungen haben Expeditionscharakter. Es existieren keine Straßen oder Wanderwege und keine Wegmarkierungen und dementsprechend auch keine Brücken über die zahlreichen im Sommer offenen Wasserläufe. Sommer wie Winter muss mit den Gefahren von schnell wechselndem Wetter oder unwegsamem Gelände gerechnet werden und Notausrüstung sollte griffbereit sein.
Um sich gegen Angriffe von Eisbären schützen zu können, ist durch den Sysselmester jedermann angehalten, außerhalb von Ortschaften mit geeigneten Abwehrmitteln ausgerüstet zu sein. Dabei wird das Führen großkalibriger Büchsen (.30-06 oder .308) oder von Repetierflinten Kaliber 12/76 empfohlen. Eisbären sind geschützt und dürfen nur in Notwehr getötet werden. Man ist verpflichtet, vor dem Waffengebrauch zu versuchen, den Eisbären mit geeigneten Mitteln, wie beispielsweise einer Signalpistole, abzuschrecken oder abzulenken. Es ist verboten, Eisbären anzulocken oder sie aktiv aufzusuchen. Lager sollten mit einem Bärenzaun geschützt sein. In der Vergangenheit kam es mehrfach zu Todesfällen bei der Begegnung mit Eisbären. Zuletzt starb ein 38-jähriger niederländischer Angestellter des Campingplatzes von Longyearbyen, der in der Nacht auf den 28. August 2020 in seinem Zelt angegriffen worden war. Davor wurde am 5. August 2011 ein 17-jähriger britischer Schüler tödlich verletzt, nachdem ein Eisbär in dessen Zelt eingedrungen war. Mehrere Begleiter des Schülers wurden ernsthaft verletzt. Davor starb im Jahr 1995 ein Mann auf der Kiepertøya in der südlichen Hinlopenstraße infolge eines Eisbärenangriffs. Insgesamt wurden auf Spitzbergen seit 1970 sechs Touristen von Eisbären getötet.
Im Verwaltungsgebiet 10 können Touren ohne Genehmigung unternommen werden. Dieses Gebiet umfasst im Wesentlichen Nordenskiöld-Land (mit Longyearbyen), Bünsow-Land, Dickson-Land und den Kongsfjord. Für Touren außerhalb des Verwaltungsgebiets 10 benötigt man eine Genehmigung des Sysselmesters. Eine Versicherung für einen Search-and-Rescue-Einsatz ist eine Voraussetzung für die Genehmigung. Arktistaugliche Ausrüstung und Bewaffnung sind immer erforderlich – grundsätzlich mit Iridium-tauglichem Mobiltelefon und Rettungsgerätfunkstelle als Notfunkbake. Außerhalb von Longyearbyen gibt es keine Straßen oder Wanderwege.
Die Richtlinien über das Entleihen von Waffen bei Ausrüstern in Longyearbyen wurden im Jahr 2009 verschärft. Die Bearbeitungszeit für die Genehmigung zur Waffenverwendung beträgt bis vier Wochen.
Aktuelle Gefahrenlagen rund um Spitzbergen und Longyearbyen können unter einem Blog des Sysselmesters abgerufen werden.

## Medien
Auf Spitzbergen existieren mit Svalbardposten eine eigene norwegische Wochenzeitung und mit Longyearbyen TV ein lokaler Fernsehkanal. Bedingt durch die in allen größeren Siedlungen Spitzbergens vorhandenen Internetanschlüsse (siehe Infrastruktur) ist ein internationaler Medienzugang gewährleistet.

### Belletristik
- Die österreichische Malerin und Autorin Christiane Ritter verbrachte mit ihrem Mann Hermann Ritter und einem Jagdkollegen den Winter 1934/35 auf Spitzbergen und schrieb das Buch Eine Frau erlebt die Polarnacht.
- Der deutsche Pädagoge Wilhelm Dege, der als Wehrmachtssoldat während des Zweiten Weltkriegs auf Spitzbergen einen Wettertrupp geleitet hatte, veröffentlichte mit Jäger in Nacht und Eis (Reutlingen 1953) einen Abenteuerroman über Pelztierjäger, die auf West-Spitzbergen überwintern.
- Der deutsche Schriftsteller Bernd Späth, der auf Spitzbergen zwischen 1982 und 1995 fünf arktische Expeditionen absolvierte und 1983 als erster Deutscher die Nordspitze der Insel über das Inlandeis erreichte, veröffentlichte zu Spitzbergen drei Romane und einen Band mit arktischen Erzählungen.
- Die norwegische Schriftstellerin Anne B. Ragde verfasste den Roman Mord in Spitzbergen.
- Die drei Staffeln umfassende britische Krimiserie Fortitude, ausgestrahlt zwischen 2015 und 2018, spielt in einer fiktiven 800-Einwohner-Siedlung namens Fortitude auf der Inselgruppe Spitzbergen.
- Die norwegische Journalistin Line Nagell Ylvisåker, seit 2006 in Longyearbyen lebend, schrieb das Buch „Meine Welt schmilzt. Wie das Klima mein Dorf verwandelt“. Es erschien in deutscher Übersetzung 2021 bei Hoffmann und Campe (Hamburg). Darin schildert sie die Folgen des Klimawandels für den Ort und die gesamte Inselgruppe.
- Die zu Spitzbergen gehörende Bäreninsel spielt in dem Roman Der Nebelfürst von Martin Mosebach eine wichtige Rolle.

### Karten, Fotos und Videos
- TopoSvalbard – Interaktive Karte des Norwegischen Polarinstituts
- Svalbard 2009 – Fotoserie von einem Field Trip
- Terra X: Verschollen vor Spitzbergen – Video (31. Januar 2010, 3:15 Uhr, 43:29 Min.)
- Longyearbyen September 2012 – Video mit Eindrücken von Longyearbyen
- The Svalbard Treaty Explained: Geopolitics in the Arctic
- Longyearbyen Community Guidelines

### Andere
- Spitzbergen.de – Umfangreiche Spitzbergen-Infoseite
- Das Universitätszentrum in Longyearbyen mit zahlreichen Informationen über die Insel (englisch)
- Offizielle Seite des norwegischen Regierungsbevollmächtigten für Spitzbergen (norwegisch und englisch)
- Visitsvalbard – Portal (englisch)
- Svalbard Global Seed Vault – Pflanzensamenbank in Spitzbergen (englisch)
- Peter Neuber: Arktisches Trekking – … am Beispiel Svalbard/Spitzbergen auf der Website europeonline-magazine.eu.
- Regulations relating to large nature conservation areas and bird reserves in Svalbard as established in 1973. In: regjeringen.no. Ministry of Climate and Environment, 4. April 2014.
- Wettervorhersage von Longyearbyen auf der Website Yr.no, Norwegisches Meteorologisches Institut und Norwegischer Rundfunk (NRK).
- Cecilia Blomdahl Impressionen von Svalbard und Longyearbyen
- Willkommen auf Spitzbergen | ARTE 16. September 2022